# Проскуровская улица (Хмельницкий)
Проскуровская улица (укр. Проскурівська вулиця) — центральная улица города Хмельницкого, пролегает от улицы Соборной до железнодорожного вокзала.
Часть улицы от Владимирской до Соборной является пешеходной.

## История
Существует фактически с момента возникновения поселения Плоскиров, как часть дороги на Летичев. К первой половине XIX века центральной улицей города считалась Каменецкая почтовая дорога.

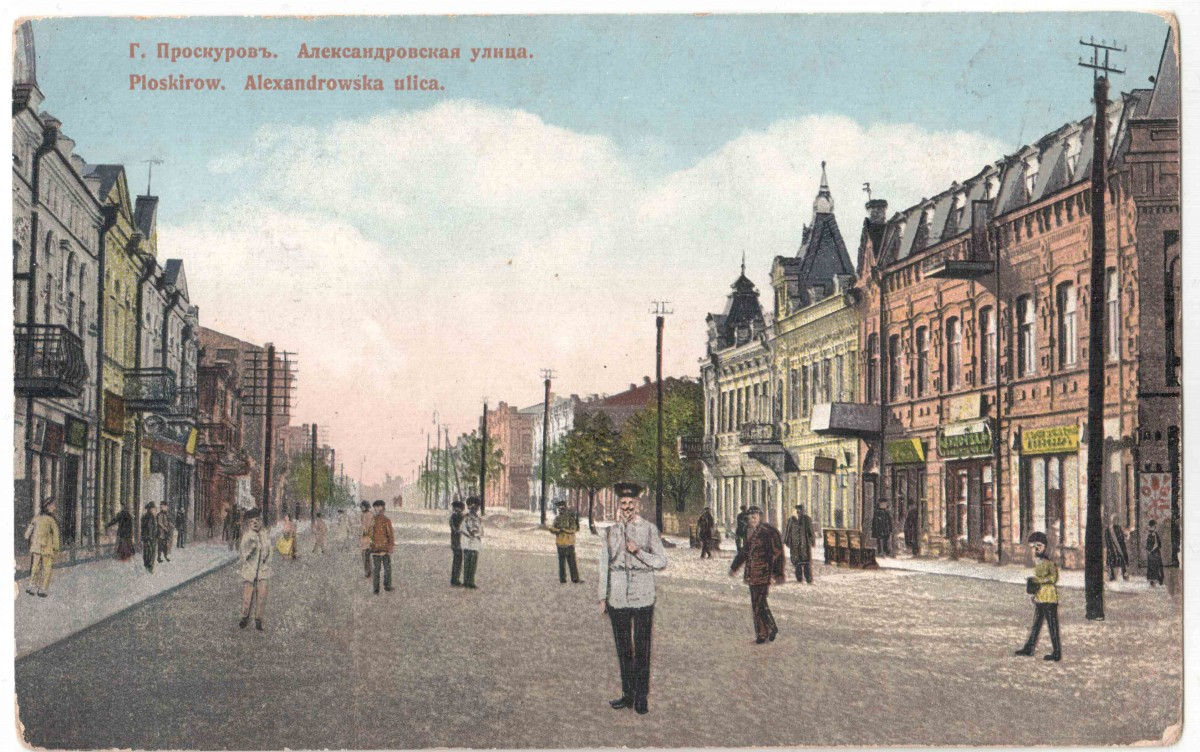
Улица Александровская, начало XX ст.

После пожара 1822 года, когда сгорели почти все постройки Проскурова, был составлен генеральный план застройки города, разработанный губернским землемером В. Рудлицким и архитектором Геслером. Именно согласно этому плану были проложены все основные улицы центральной части города, существующие и сегодня. Основными магистралями остались те же почтовые пути на Каменец-Подольский и Летичев.
План утвердил император Александр I, в честь которого «Почтовая дорога на Летичев» получила название улица Александровская.
Во второй половине XIX века улица интенсивно застраивалась и стала центральной улицей Проскурова. В 1921 году Александровскую переименовали в улицу 25 Октября (в честь Октябрьской революции 1917 г.). В 1985 году улице дали имя В. Ленина, но уже в 1991 году это постановление отменили и центральная улица получила название — Проскуровская.

## Историческая застройка улицы
Ныне на улице сохранилось немало старинных домов, свидетелей истории города за последнее столетие.
- Проскуровская, 1 : Дом, построенный в конце XIX в. мещанином Соломоном Бараком, первым организовавшим в городе производство газированных вод. В доме также работала кондитерская «Франсуа».
- Проскуровская, 2 : здание построено в конце XIX века в стиле неоренессанса и модерна . До 1970-х годов третий этаж имел вид мансарды, но затем его перестроили. На втором этаже и на мансарде была гостиница «Сильва». На первом этаже была булочная, пошивочная мастерская, фотография Герша Голованевского и магазин-салон «Мебель».
- Проскуровская, 5: Когда-то на этом месте был построен одноэтажный дом. До настоящего времени сохранена только фасадная стена. Дом когда-то принадлежал Янине Яцемирской. В нём работал «Магазин канцелярских, бумажных и книжных товаров».
- Проскуровская, 6: Двухэтажный дом, построенный в 1898 году. Владельцем был Лев Хаселев, инициалы которого «Л. Х.» сохранились над окном второго этажа. Также сохранилась и хорошо видная дата: 1898 год. Лев Соломонович Хаселев был одним из шести практикующих врачей города. На первом этаже этого дома располагался стоматологический кабинет, очень хорошо оборудованный по меркам того времени. На втором этаже была его квартира. Также определённую часть дома владелец сдавал в аренду. В XX веке некоторая часть фасада была утрачена. В 2008 году мансардный этаж был восстановлен.
- Проскуровская, 7: Дом из красного кирпича, построенный в 1903—1905 гг. Его история связана с развитием торгового дела в городе — здесь находился первый и лучший гастрономический магазин Проскурова, принадлежавший купеческой семье Журавлёвых. «Магазин Журавлёва» предлагал широкий выбор бакалейных и гастрономических товаров, возможность брать товар в кредит и делать заказ, доставку на дом и дегустацию — все это было для провинциального Проскурова диковинкой. В начале XX века магазины были переименованы в «Магазины Журавлёвой», так как владелицей фирмы стала его дочь Вера Васильевна.
- Проскуровская, 13: Дом, в котором расположены отделы «Укртелекома», можно по праву считать украшением центральной улицы Хмельницкого. Построил его в 1890 г. дворянин Людвиг Деревоед, владелец лучшей в городе аптеки. В подвальном помещении располагался винный «Рейнский погреб», первый этаж занимала аптека, а второй и третий сдавались квартиросъёмщикам.
- Проскуровская, 15: В первой половине XX в. здесь работал самый популярный ресторан города — «Слон», славившийся своей оригинальной кухней. Ещё одной «визитной карточкой» ресторана был оркестр слепых музыкантов, игравших каждый вечер. Над рестораном, на втором этаже, были оборудованы гостиничные номера. В первые годы советской власти номера переоборудовали под «Гостиницу № 1». Именно в этой гостинице в сентябре 1938 г. останавливалась съёмочная группа известного кинорежиссёра Александра Довженко, снимавшая в Проскурове некоторые эпизоды фильма «Щорс». Гостиница прекратила существование в 1967 г., а ресторан «Слон» свою «специализацию» продолжил, правда, при этом меняя названия — долгое время ресторан назывался «Центральный», затем «Дружба». Некоторое время здесь была обычная столовая, впоследствии кафе «Кристалл» и бар «Эдем».
- Проскуровская, 18: В 1910 г. на первом этаже только что построенного дома был открыт кинотеатр «Модерн», который до этого уже успел поработать в помещении купца Е.Горенштейна. Но именно когда «Модерн» переехал на ул. Александровскую, он стал лучшим кинотеатром Проскурова. Сейчас в доме находится детская музыкальная школа.
- Сквер имени Т.Шевченко — один из самых живописных уголков города. В 1824 г. это место, которое было окраиной города, отвели под «большую торговую площадь». По периметру площади, получившей название «Хлебная», построили торговые лавки, а в центре оставили место для торговли с повозок. Площадь стала основным местом проведения торгов и ярмарок в Проскурове. Но город постепенно разрастался, и Хлебная площадь стала слишком тесной. В 1888 г. главную торговую площадь перенесли на большой пустырь близ вокзала, а Хлебную площадь отдали для расквартирования 46-го Днепровского пехотного полка. Торговые магазины переоборудовали под казармы, а ярмарочную площадь приспособили под плац. Именно на этом плацу пришлось маршировать молодому подпоручику, будущему выдающемуся русскому писателю Александру Куприну, который в 1890—1894 гг. служил в Днепровском полку. В 1893 г. полк переехал во вновь построенные казармы близ железной дороги, а на месте бывшей Хлебной площади заложили городской сад. Для этого снесли часть лавок, спланировали аллеи, высадили деревья, соорудили ограждение — работы по благоустройству сада закончились в 1902 г. В советские годы сад переименовали в Парк имени Коцюбинского. В 1970-х гг. была проведена коренная реконструкция: парк был освобождён от лишних устаревших сооружений, что дало возможность насадить новые породы деревьев и кустов, создать ландшафтные композиции, устроить фонтаны, детские площадки. В 1992 г. в парке, который отныне стал именоваться сквером, торжественно открыли памятник Тарасу Шевченко. Одновременно в честь Кобзаря переименовали и сам сквер, и кинотеатр. В апреле 2001 г. скверу им. Т. Шевченко предоставлен статус парка-памятника садово-паркового искусства местного значения.
- Проскуровская, 33: Дом постройки 1897 года, где когда-то здесь размещался лучший в городе отель «Петербургский».
- Проскуровская, 35: Дом начала XX века, принадлежал торговцу Ф. Жидовецкому. В настоящее время облвоенкомат.
- Проскуровская, 37: Здание медицинского училища, построенное в начале XX века, перестроено в 1960-е годы.
- Проскуровская, 40: Кинотеатр им. Т. Шевченко. Самый большой кинотеатр города и области. Сооружён в 1940 г. и назван в честь легендарного летчика В.Чкалова. Сразу после открытия кинотеатр им. Чкалова стал гордостью города и по праву вошёл в число самых лучших на Украине. Вмещал просторный кинозал, фойе, библиотеку, музыкально-оркестровый зал, буфеты, имел самую современную к тому времени аппаратуру. В архитектурном плане новое здание прекрасно завершило формирование тогдашней центральной площади Проскурова: перед кинотеатром возвышался памятник В. Ленину, напротив располагался дом горисполкома (ныне военкомат), рядом через дом — театр (ныне Дом культуры), а с тыльной стороны кинотеатра раскинулся центральный парк культуры и отдыха. За последние годы кинотеатр был технически переоборудован и с 1992 г. носит имя Тараса Шевченко.
- Проскуровская, 43: Дом культуры. В 1892 г. в Проскурове был открыт частный театр Шильмана, который размещался в деревянном здании по ул. Каменецкой. Театр не имел собственной труппы и предоставлял помещение заезжим актёрам. Заручившись поддержкой городских властей, в 1907 г. Шильман соорудил по ул. Александровской новое здание театра. Рядом с ним открылась небольшая гостиница для приезжих актёров и уютный театральный ресторан. Театральная жизнь в Проскурове оживилась: всё чаще город стали посещать актёрские коллективы из Киева, Одессы, Петербурга. Во время гражданской войны, когда Проскуров оказался в центре событий, связанных со становлением Украинской Народной Республики (УНР), театр иногда использовали для заседаний правительство УНР и Директории, которые в 1919—1920 гг. трижды находились в Проскурове. В театральном зале звучали речи Главного Атамана С. Петлюры, командующего сечевыми стрельцами Е. Коновальца, деятелей УНР С. Остапенко, Б. Мартоса, И. Мазепы и др. В 1920 г. театр был национализирован, в его помещении сначала действовал передвижной рабоче-крестьянский театр, а с 1925 г. — Украинский государственный драмтеатр.

В марте 1941 г. Проскуров стал областным центром, было принято решение о переводе сюда Каменец-Подольского областного театра им. Петровского. Но начало войны заставило отложить переезд на послевоенное время. Только в ноябре 1944 г. областной театр прибыл в Проскуров. В 1960 г. на пересечении ул. Каменецкой (тогда — ул. Фрунзе) и Гагарина было построено новое здание театра, а в помещении на Проскуровской, 43 разместился городской Дом культуры.
- Проскуровская, 46: Построен в 1880-х гг. купцом Соломоном Маранцем — одним из богатейших жителей Проскурова. Он вё торговлю сахаром и керосином, имел многочисленную недвижимость, владел паровой мельницей и сахарным заводом. В XX веке. дом несколько раз перестраивался, пока не приобрел свой окончательный вид. С первых дней советской власти здесь находились разные советские и военные учреждения. В 1930-е гг. здесь находилось окружное отделение НКВД. В годы сталинских репрессий в прилегающих к этому зданию подвалах были уничтожены тысячи невинных людей. В послевоенные годы здесь расположился Дворец пионеров. В 1989 г. Дворец переехал в новое помещение, а в доме № 46 разместился Хмельницкий академический областной театр кукол.
- Проскуровская, 47: Дом построен в 1903 г. купцом Давидом Ниренбергом для отделения Южно-Российского банка — одного из ведущих банков Российской империи. В 1908 г. учреждение получило новое название — Объединённый банк. В одной части дома Д. Ниренберг устроил гостиницу «Венеция». После установления советской власти здание банка было передано в пользование государственным учреждениям. В 1950-х гг. здесь находился облисполком, в 1960-х гг. — горком партии, в 1970-х гг. — редакции областных газет «Советское Подолье» и «Корчагинец», с 1986 г. здесь расположился областной художественный музей.
- Проскуровская, 56: Бывшая гостиница «Континенталь». Этот четырёхэтажный дом является образцом позднего модерна — архитектурного стиля, который доминировал в начале XX века. До наших дней сохранились все оригинальные пластические формы фасада, ажурные балконы, декоративная отделка стен цветным стеклом-смальтой. В настоящее время левое крыло дома занимают классы музыкального училища, а в центральной части разместились около десятка учреждений и организаций. Здесь размещены страховая компания «Оранта», городской финотдел, и отделение Госказначейства, спортивные федерации, корпункты газет, офисы партий и др.
- Проскуровская, 57: Построен в 1939 г. как гарнизонный Дом Красной Армии. В мае-июне 1940 г. здесь расположился штаб Полевого управления Южного фронта под командованием Г. Жукова, перед которым была поставлена задача освобождения Северной Буковины и Бессарабии от оккупации Румынии и присоединения этих территорий к СССР. После перенесения административного центра Каменец-Подольской области в Проскуров, с марта 1941 г. в Доме Красной Армии расположился обком партии и комсомола. В конце июня — начале июля 1941 г., через несколько дней после начала Великой Отечественной войны, в здании размещался командный пункт Юго-Западного фронта под командованием М. Кирпоноса. После освобождения города в марте 1944 г. здесь возобновил работу обком ВКП (б). В начале 1950-х гг. здание снова перешло в распоряжение военных как гарнизонный Дом офицеров. С 2005 г. здание Дома офицеров передали под учебный корпус Хмельницкого университета управления и права.
- Проскуровская, 79: Двухэтажное здание, построенное в конце 1930-х годов как гостиница, с 1960-х годов здесь расположено Музыкальное училище им. Зарембы.
- Проскуровская, 83: Двухэтажный дом построенный в 1906 г. для нужд городского училища. В первые годы советской власти на базе училища создана средняя украинская школа, которая в 1930-х годах имела № 7, а в послевоенное время — № 3. Во время Великой Отечественной войны в помещении школы № 7 гитлеровцы открыли вербовочный пункт для организации отправки жителей на принудительные работы в Германию. Всего с января 1942 г. до конца оккупации было вывезено более 1300 человек. В 1970 г. средняя школа переехала в другое помещение, а здание было передано областной станции юных техников.

По ул. Проскуровской установлены три памятника. В том числе, Богдану Хмельницкому на Привокзальной площади (открыт в 1955 г.), силуэт которого стал одним из символов областного центра. Памятник жертвам репрессий «Ангел скорби», открытый в 1997 г., скульпторы — Николай и Богдан Мазуры. И Мемориальный комплекс «Вечный огонь», где похоронены 17 воинов-освободителей города. Среди них двое Героев Советского Союза — Лев Шестаков и Валентин Елькин.
В начале улицы Проскуровской, возле бывшего торгового центра «Детский мир», расположен фонтан с лягушками и аистами, построенный в 1956 году . В начале XXI века он не работал, в 2013 году была произведена его реставрация.

## Галерея

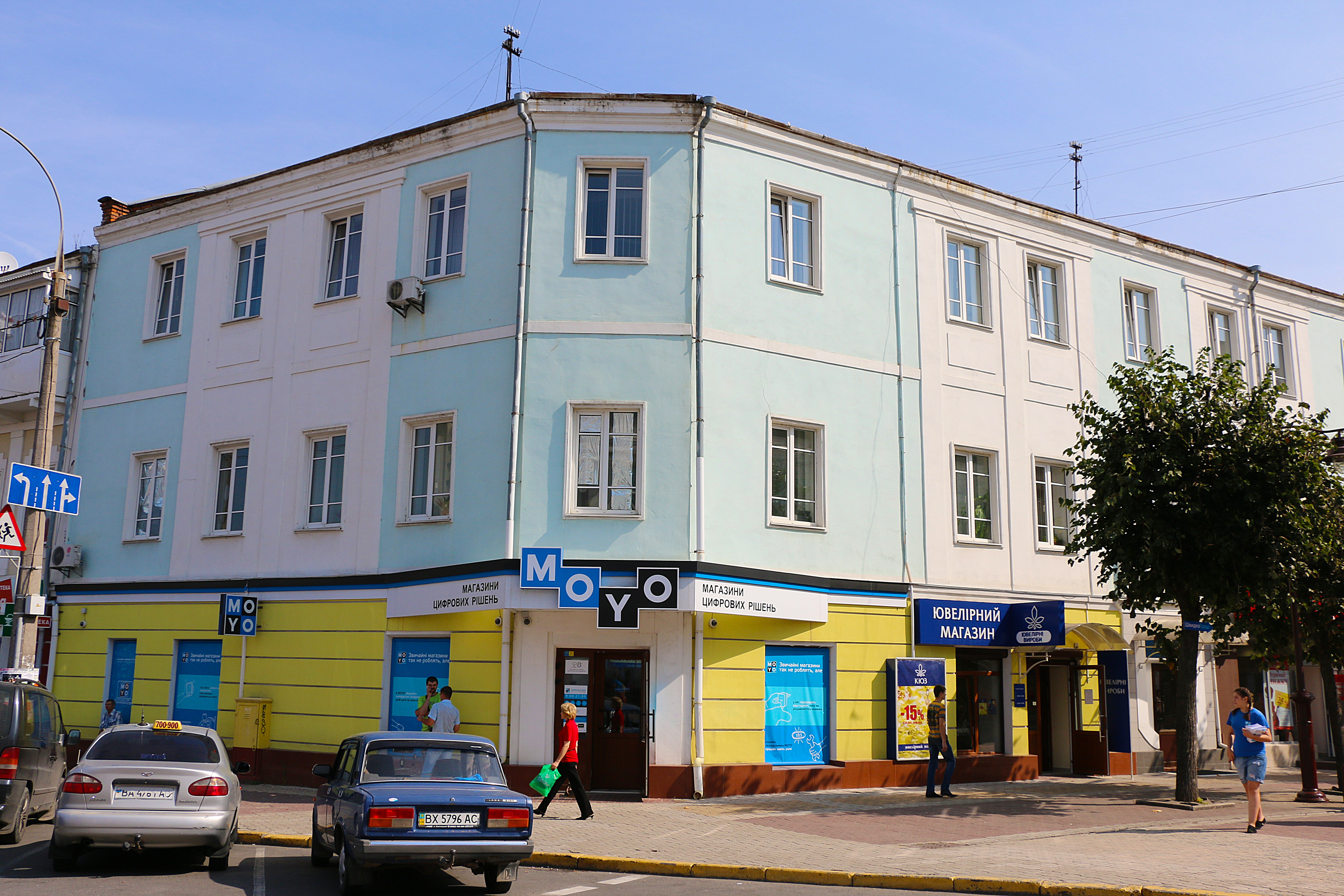
Дом купца Барака
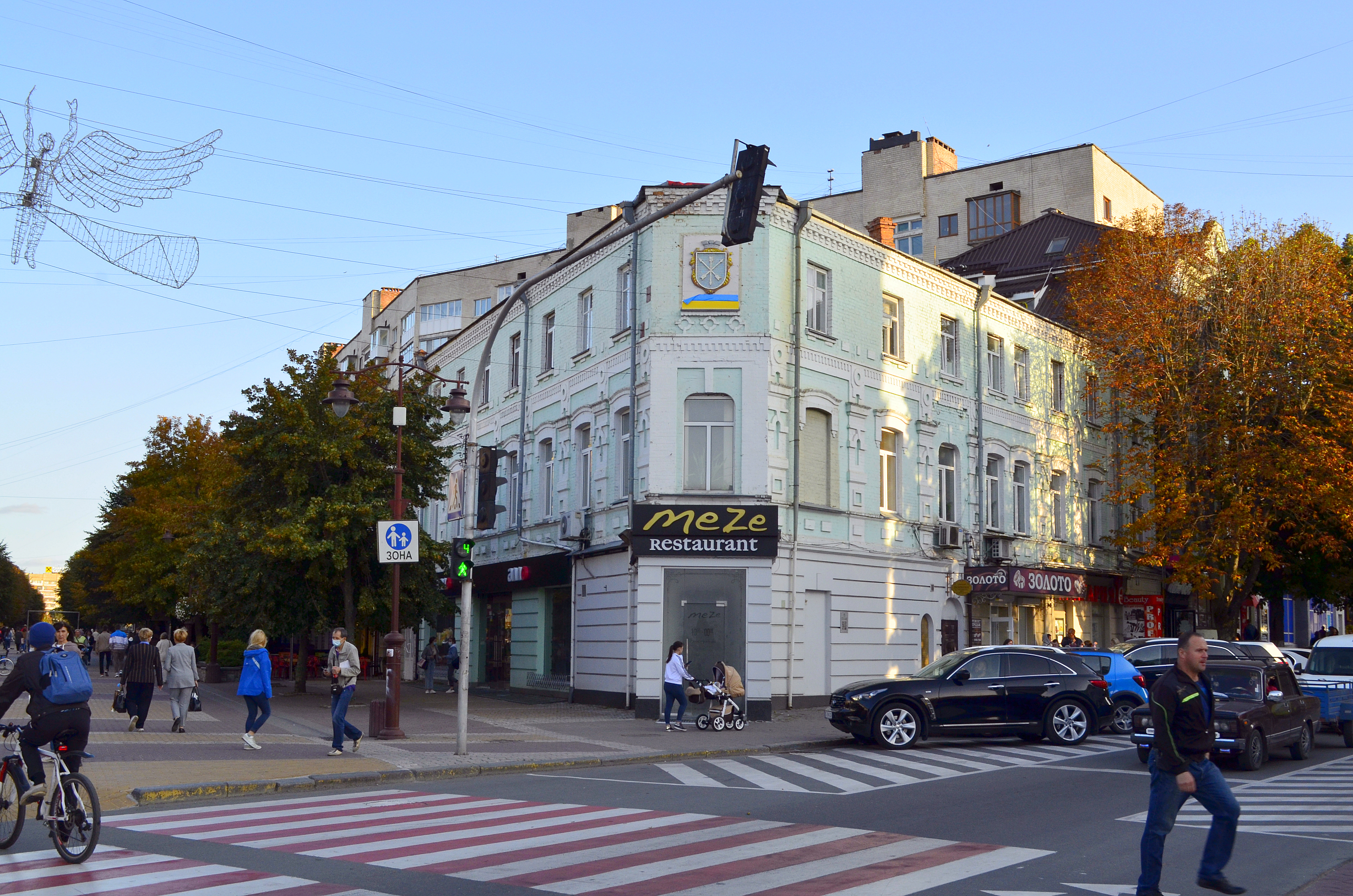
Бывший отель «Сильва»
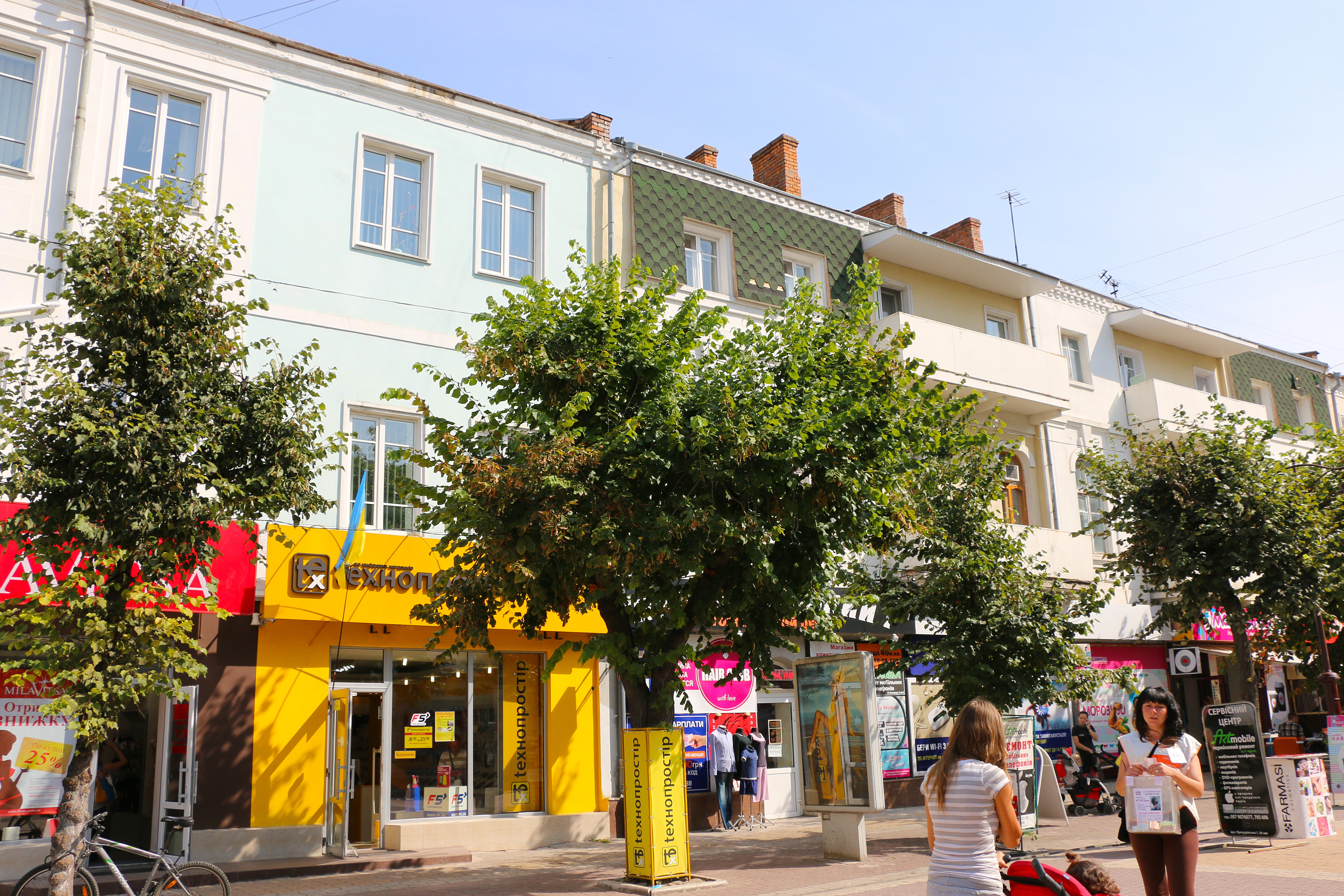
Проскуровская, 3
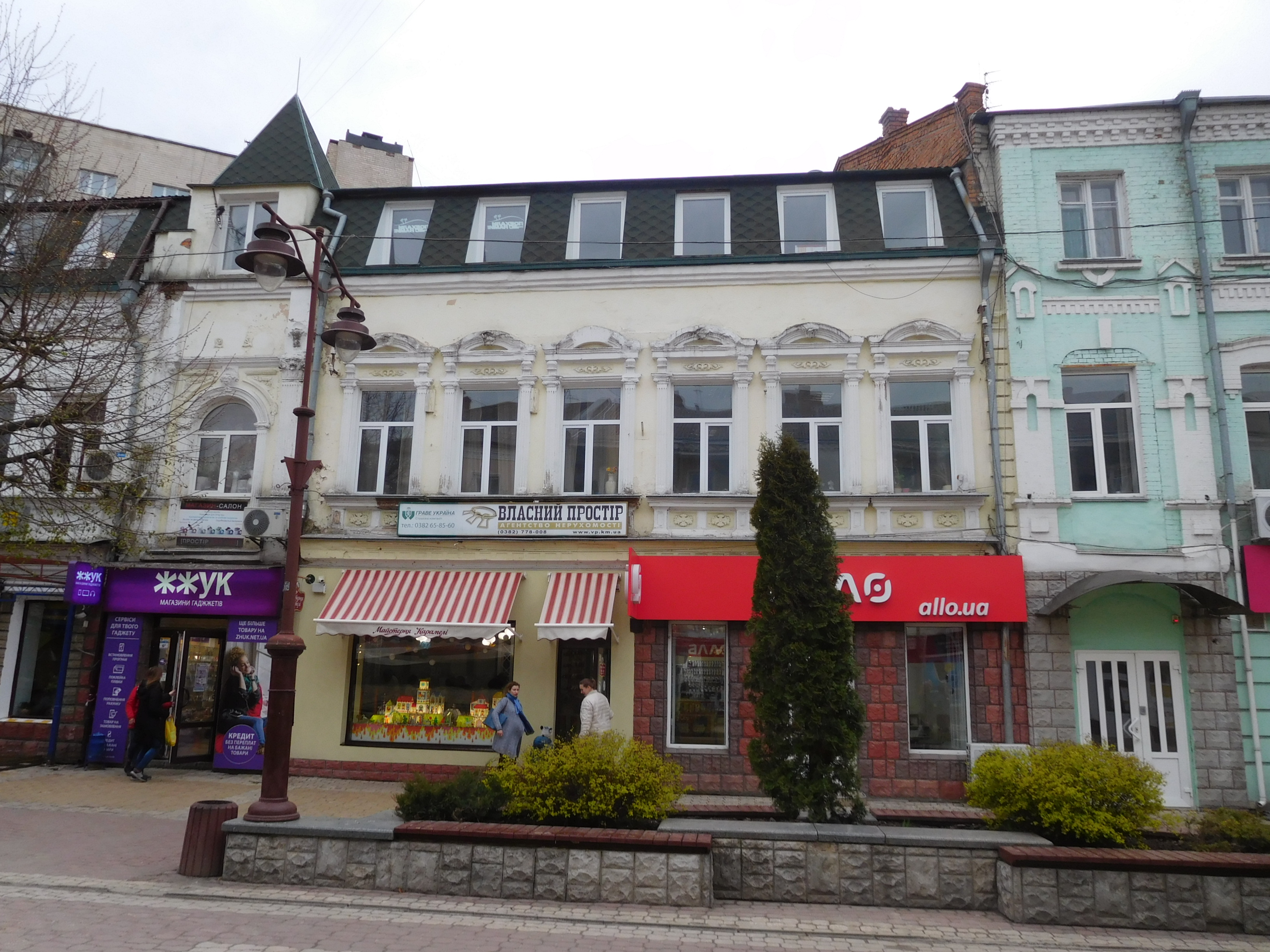
Проскуровская, 4
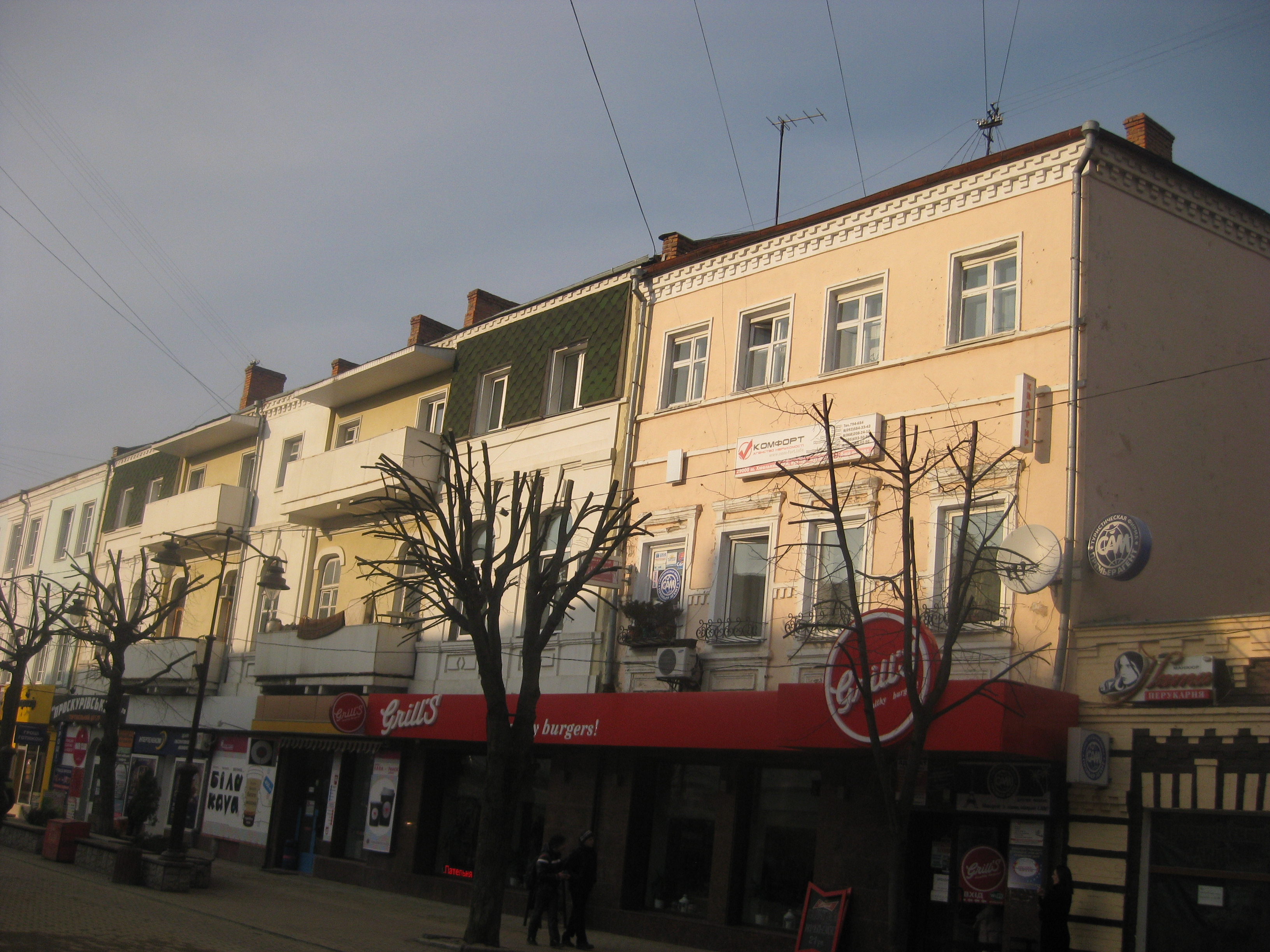
Проскуровская, 5
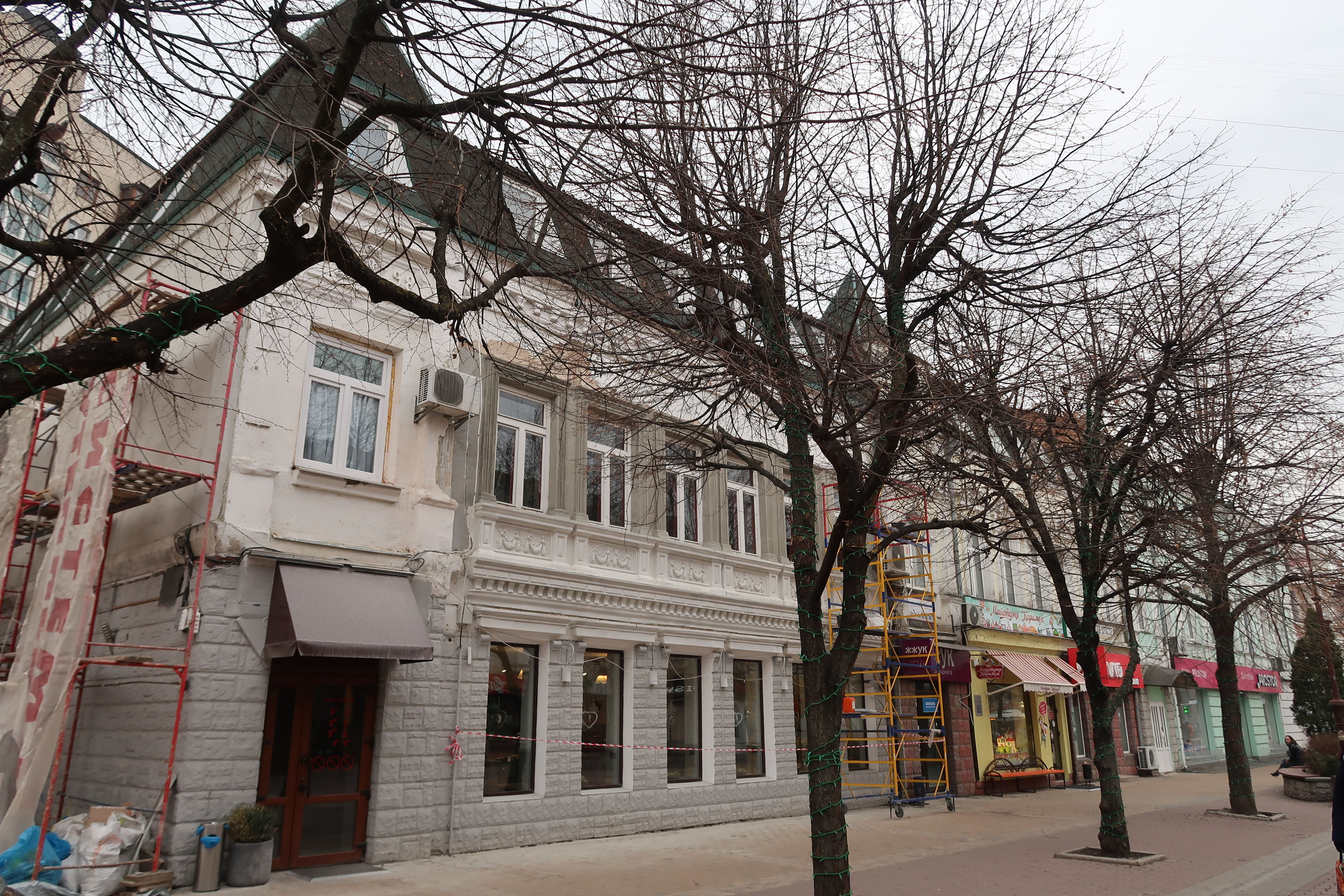
Проскуровская, 6
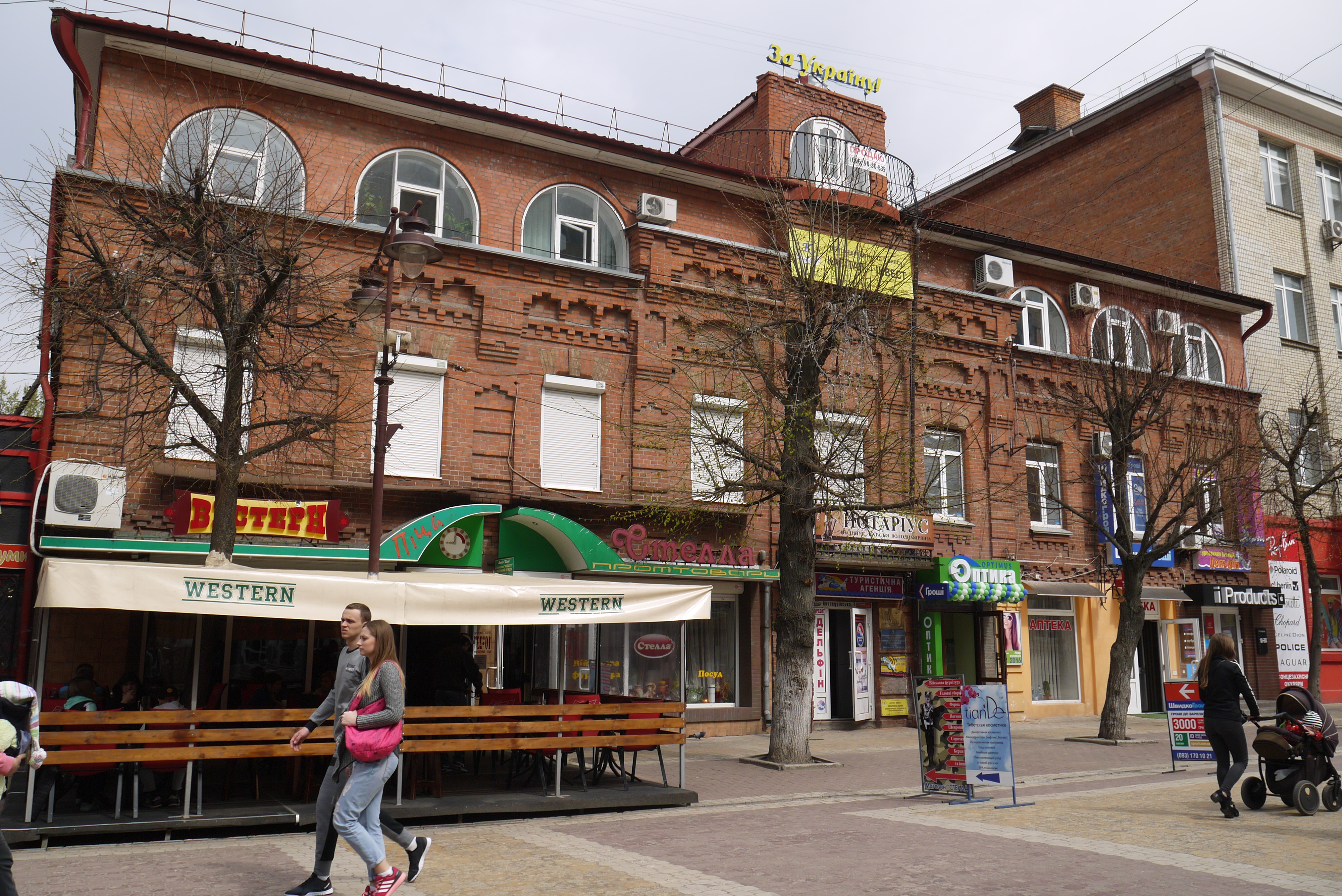
Проскуровская, 7
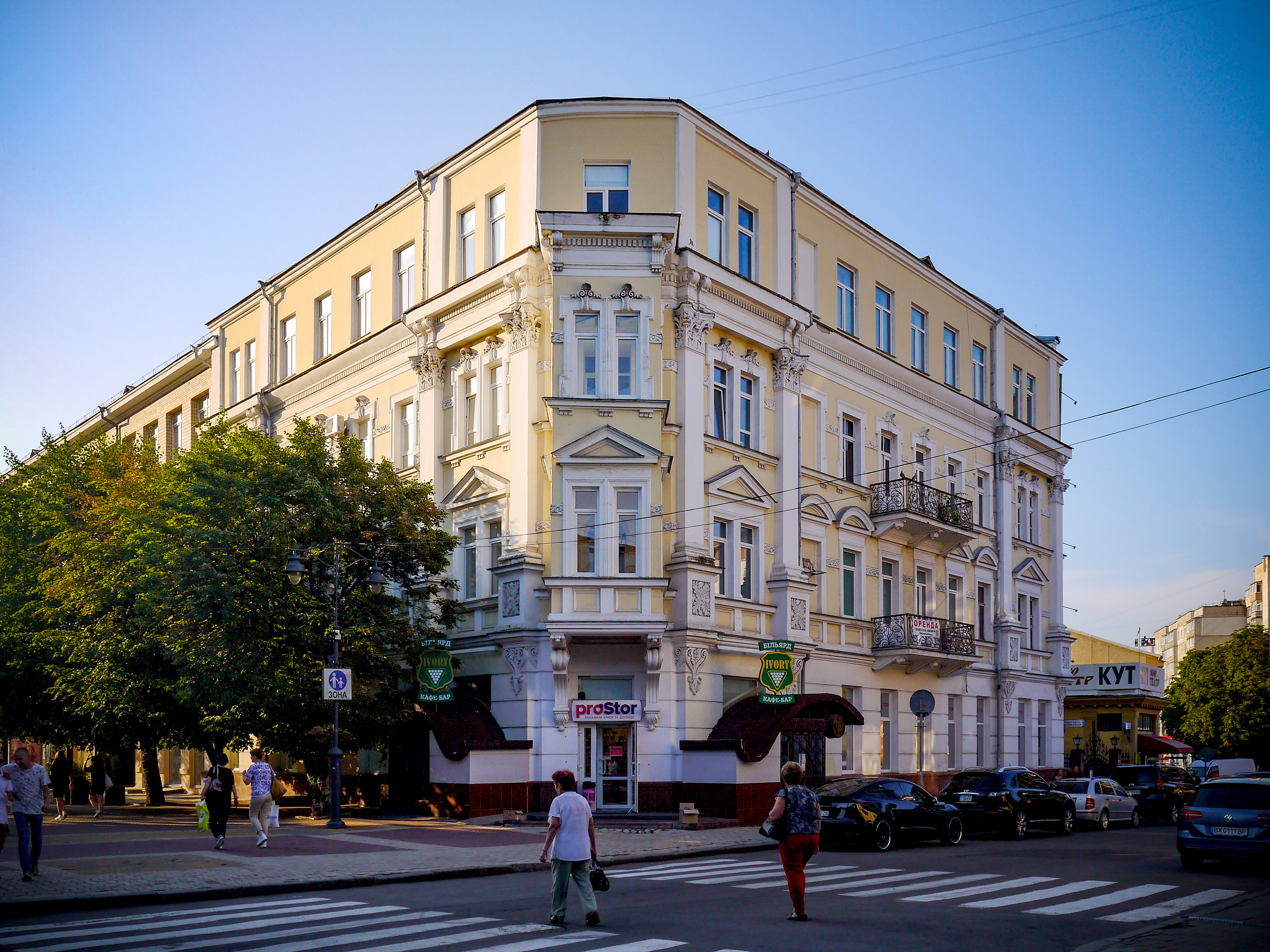
Аптека и помещение домовладельца Л. Деревоеда
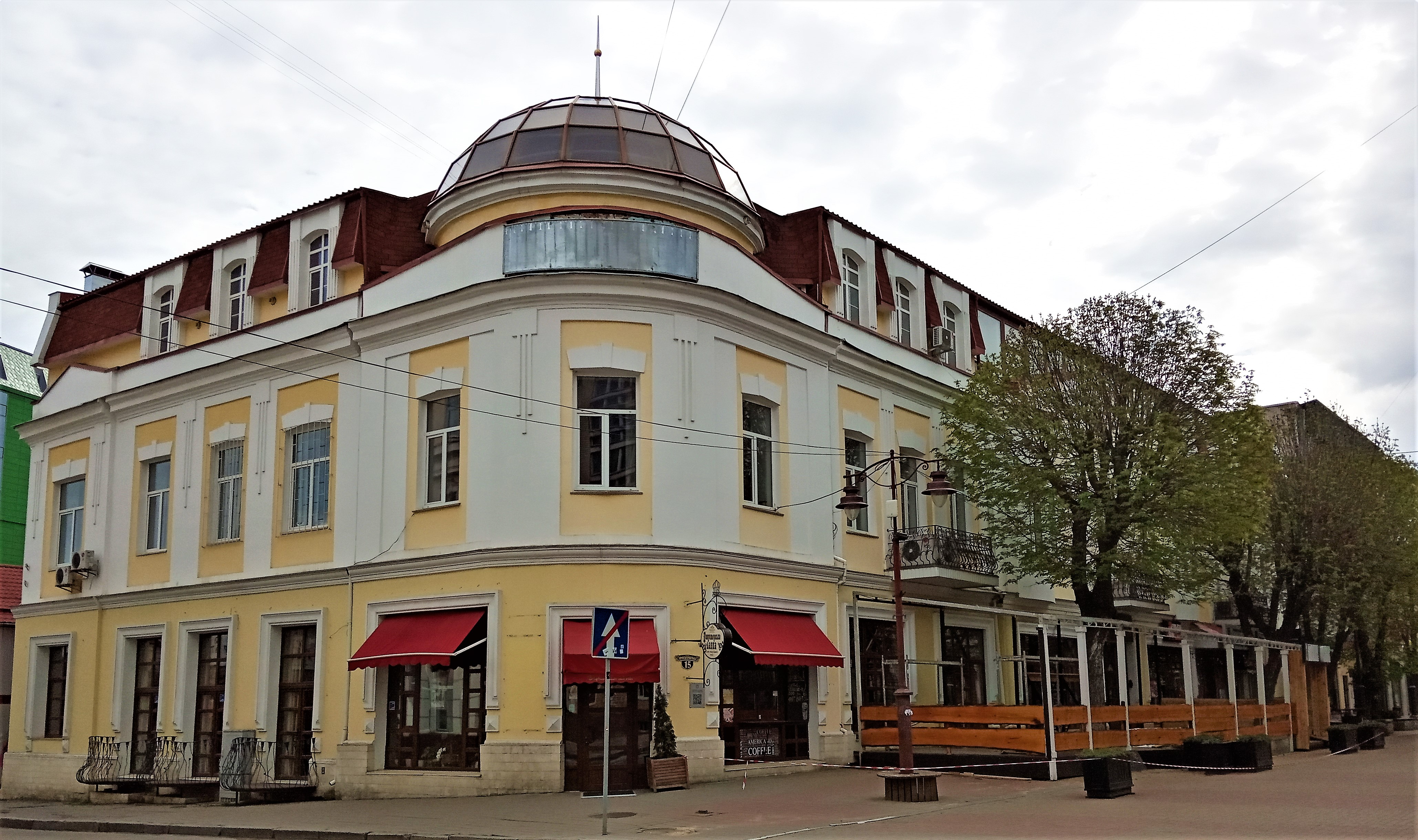
Бывший ресторан «Слон»
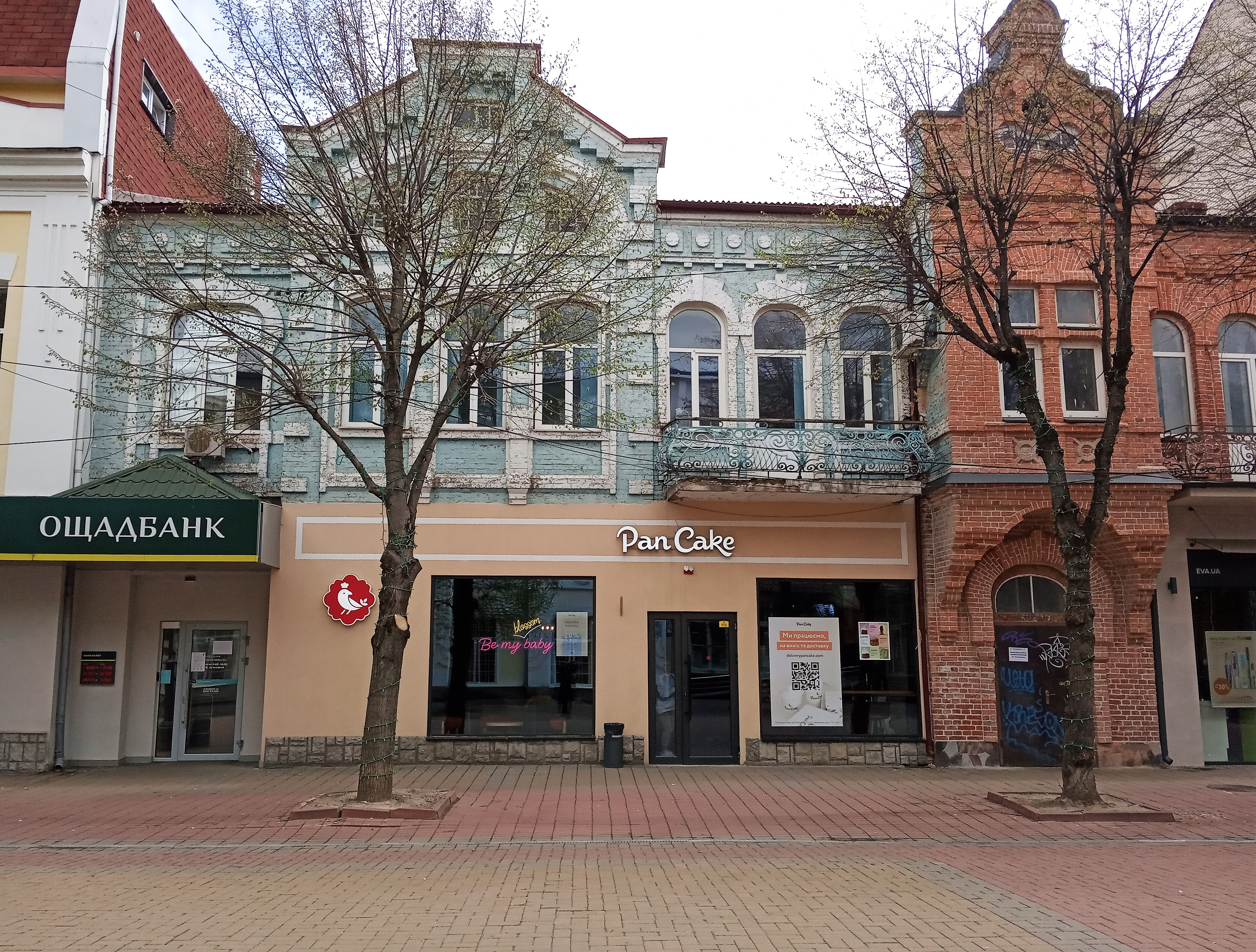
Проскуровская, 17
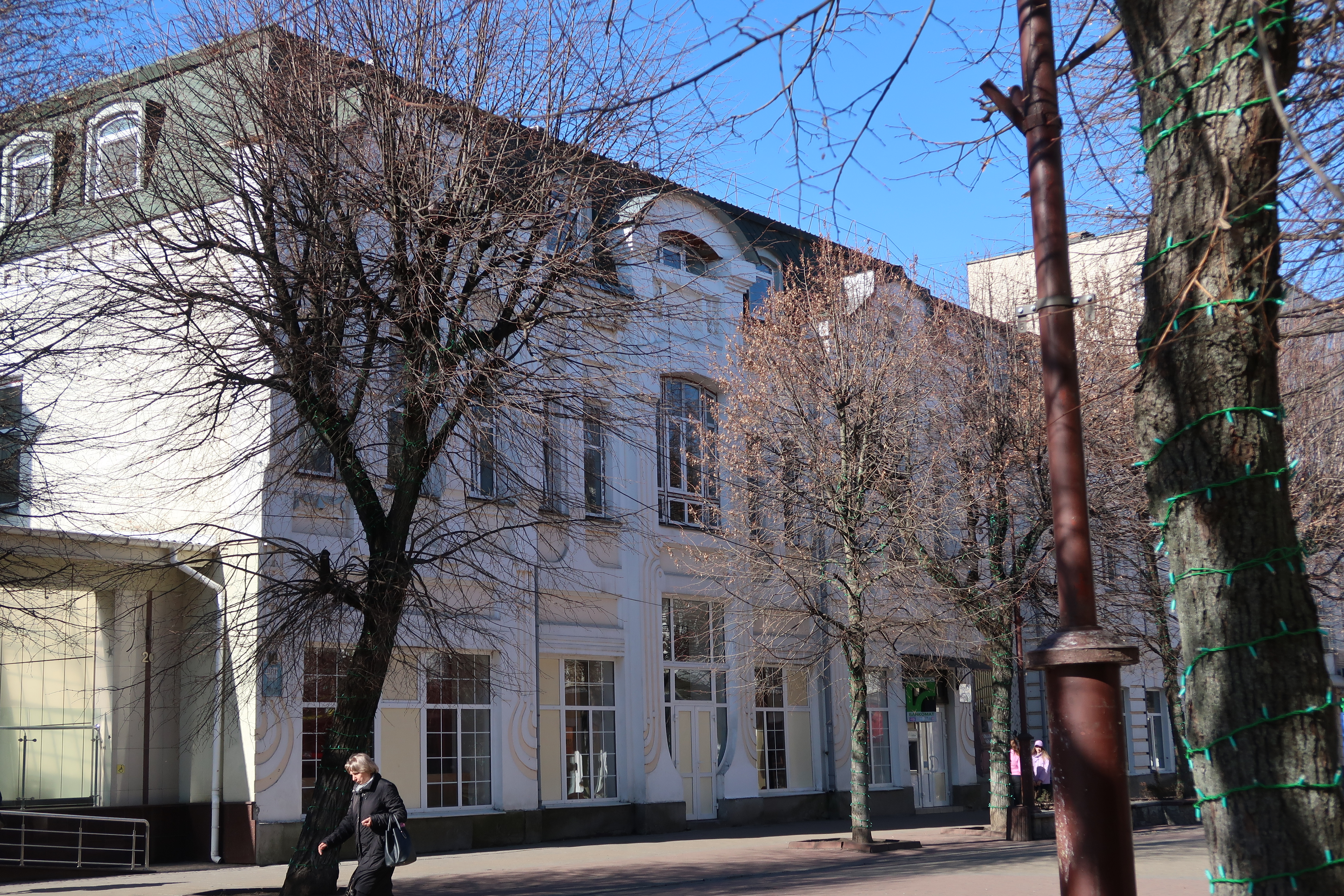
Проскуровская, 18
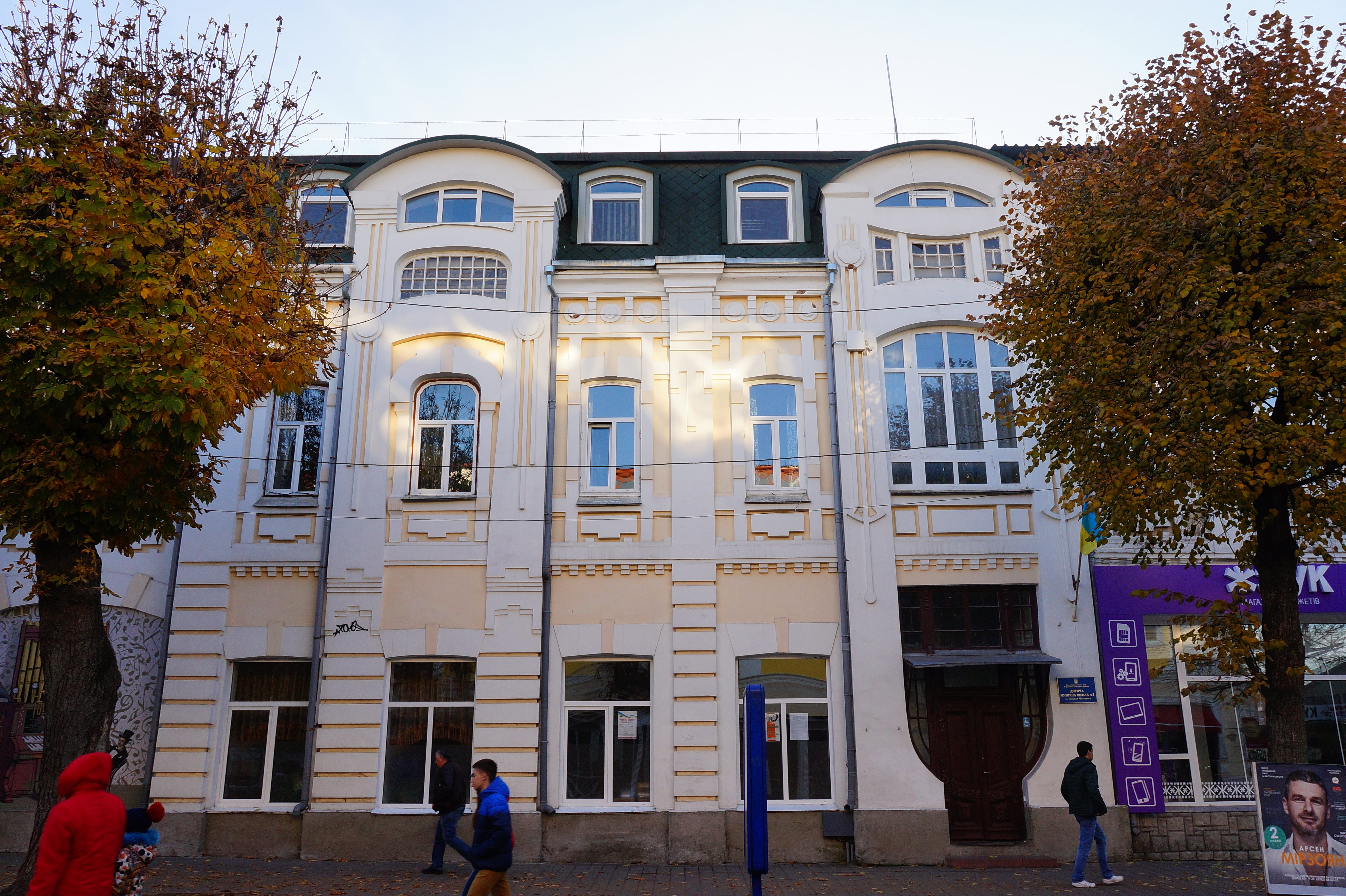
Проскуровская,20
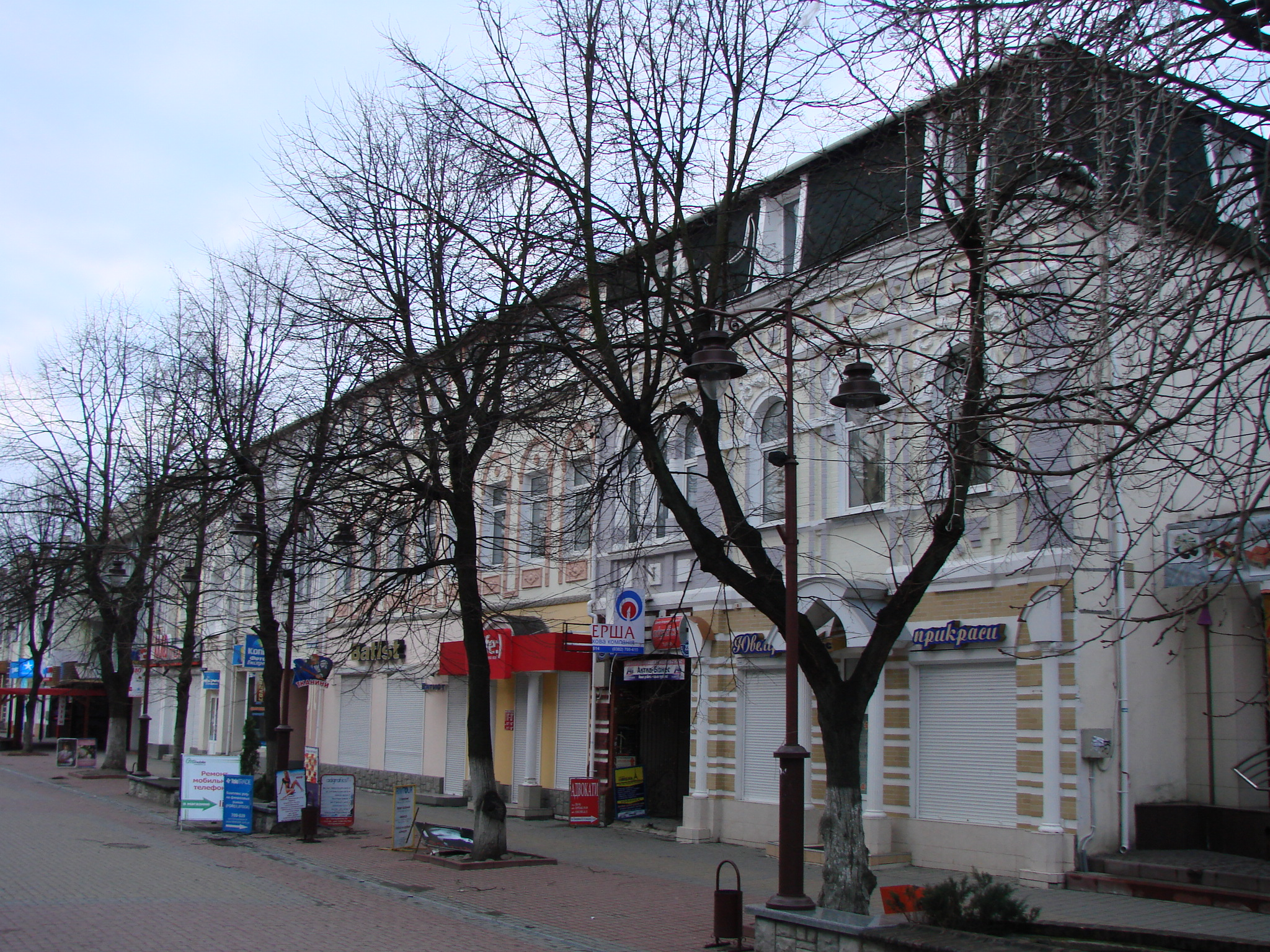
Проскуровская, 22
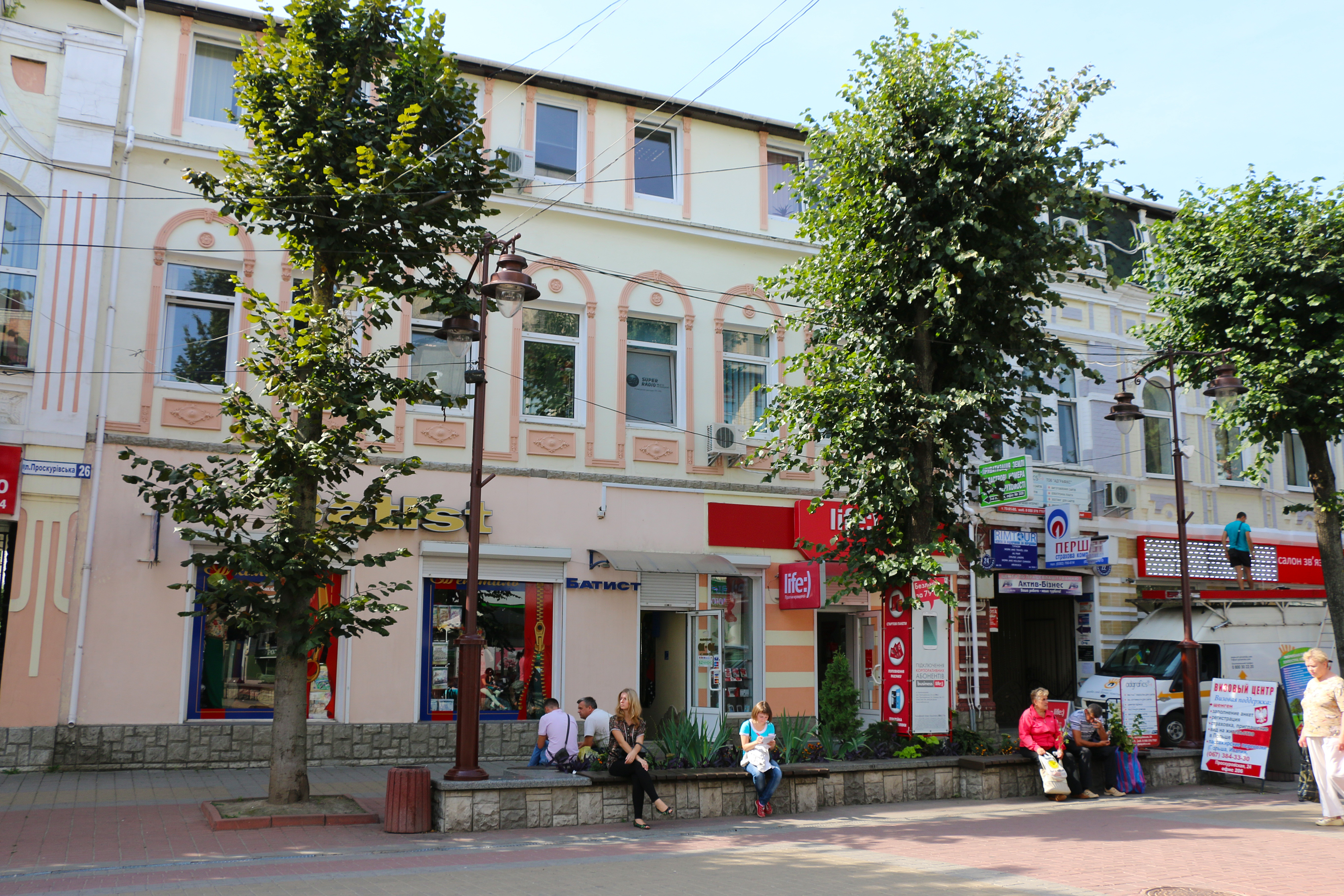
Проскуровская, 26
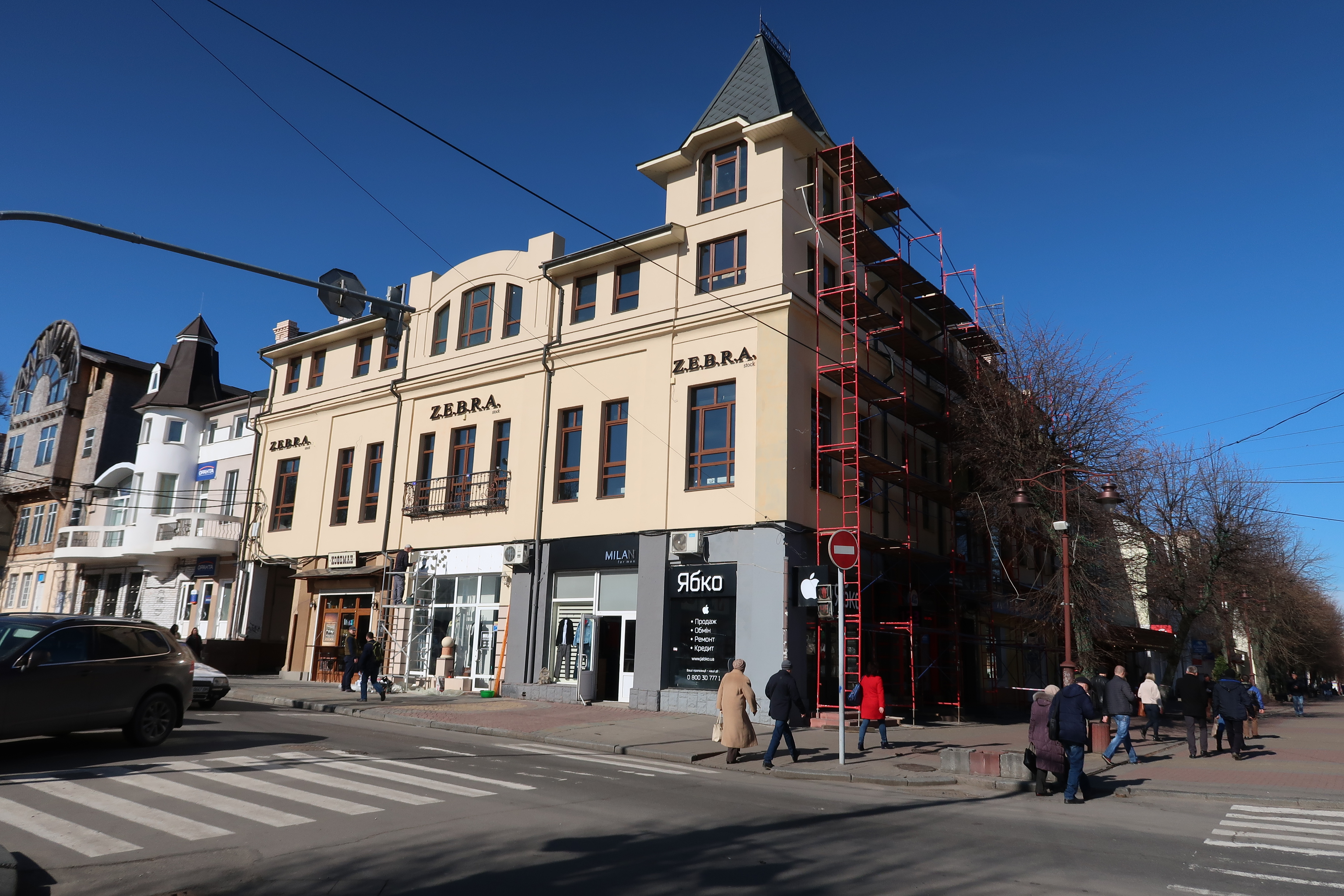
Проскуровская, 32
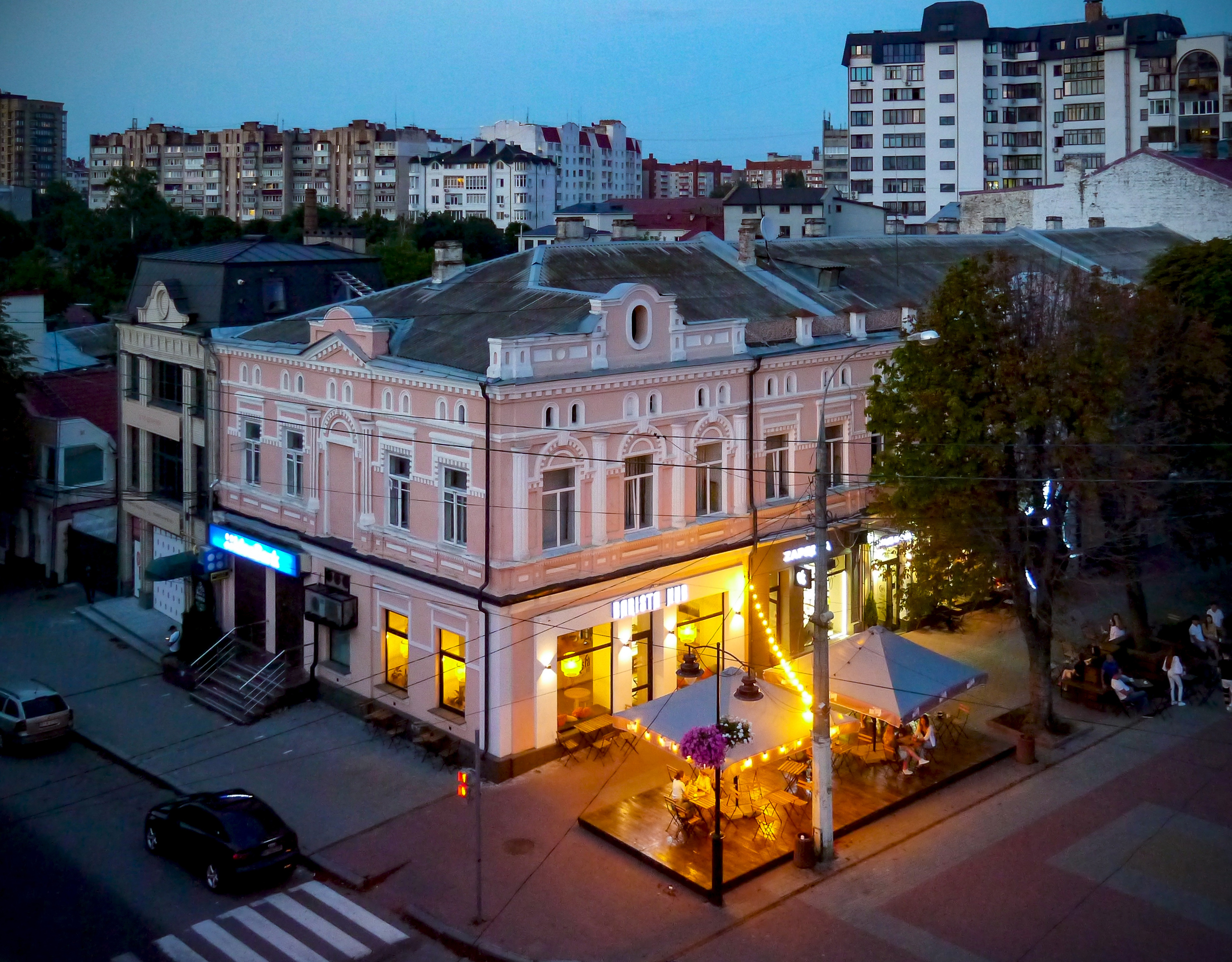
Проскуровская, 33
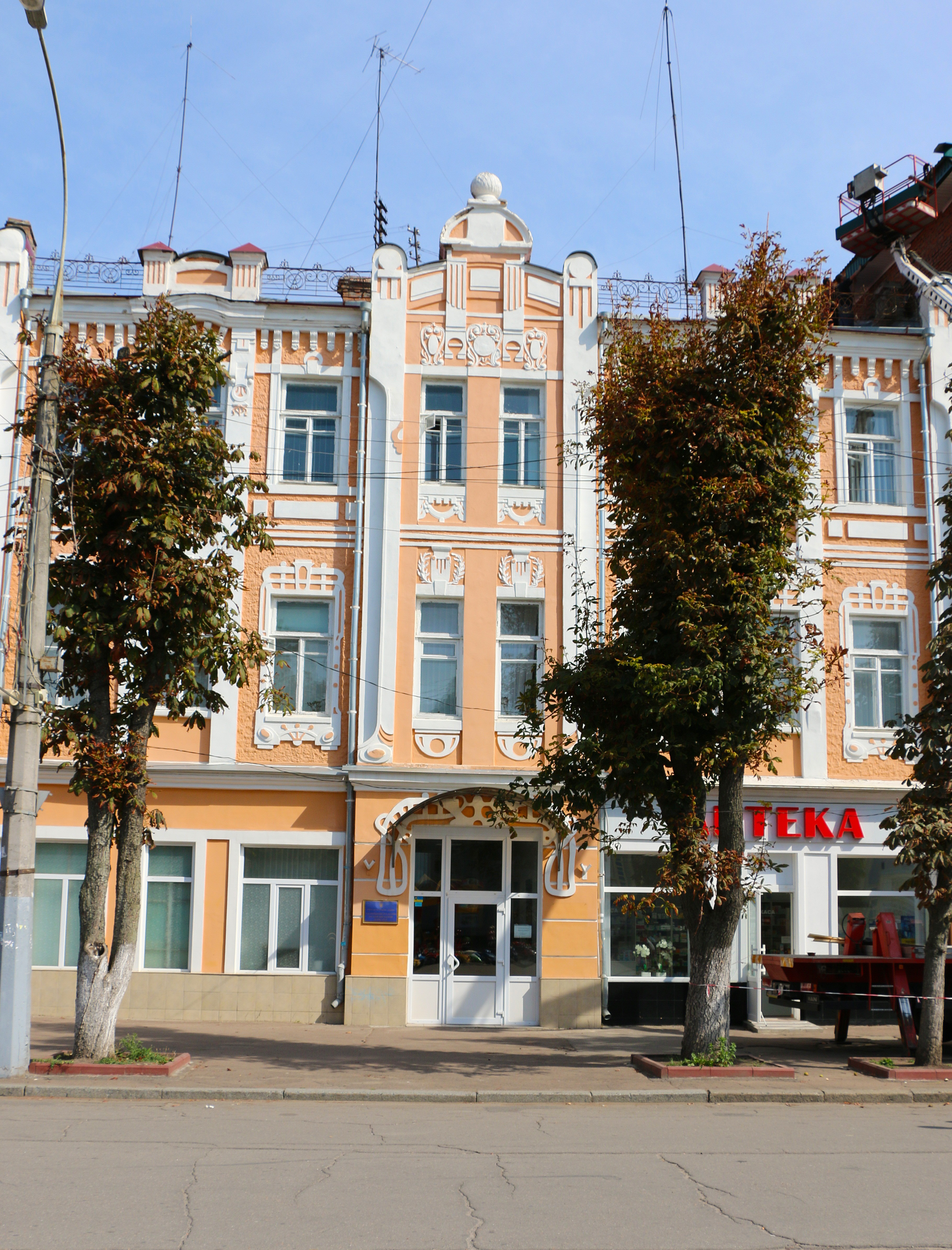
Проскуровская, 35
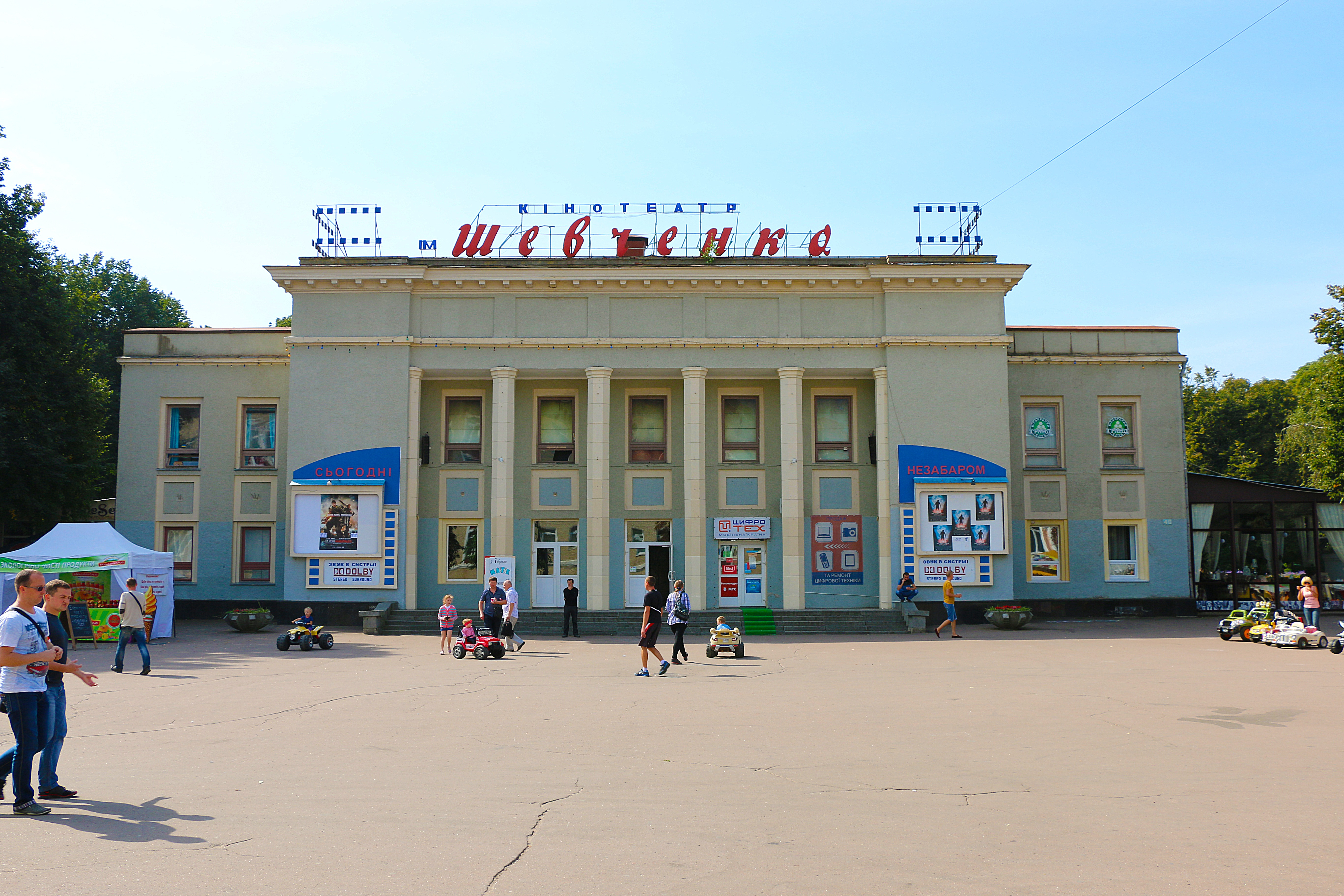
Кинотеатр им. Тараса Шевченко
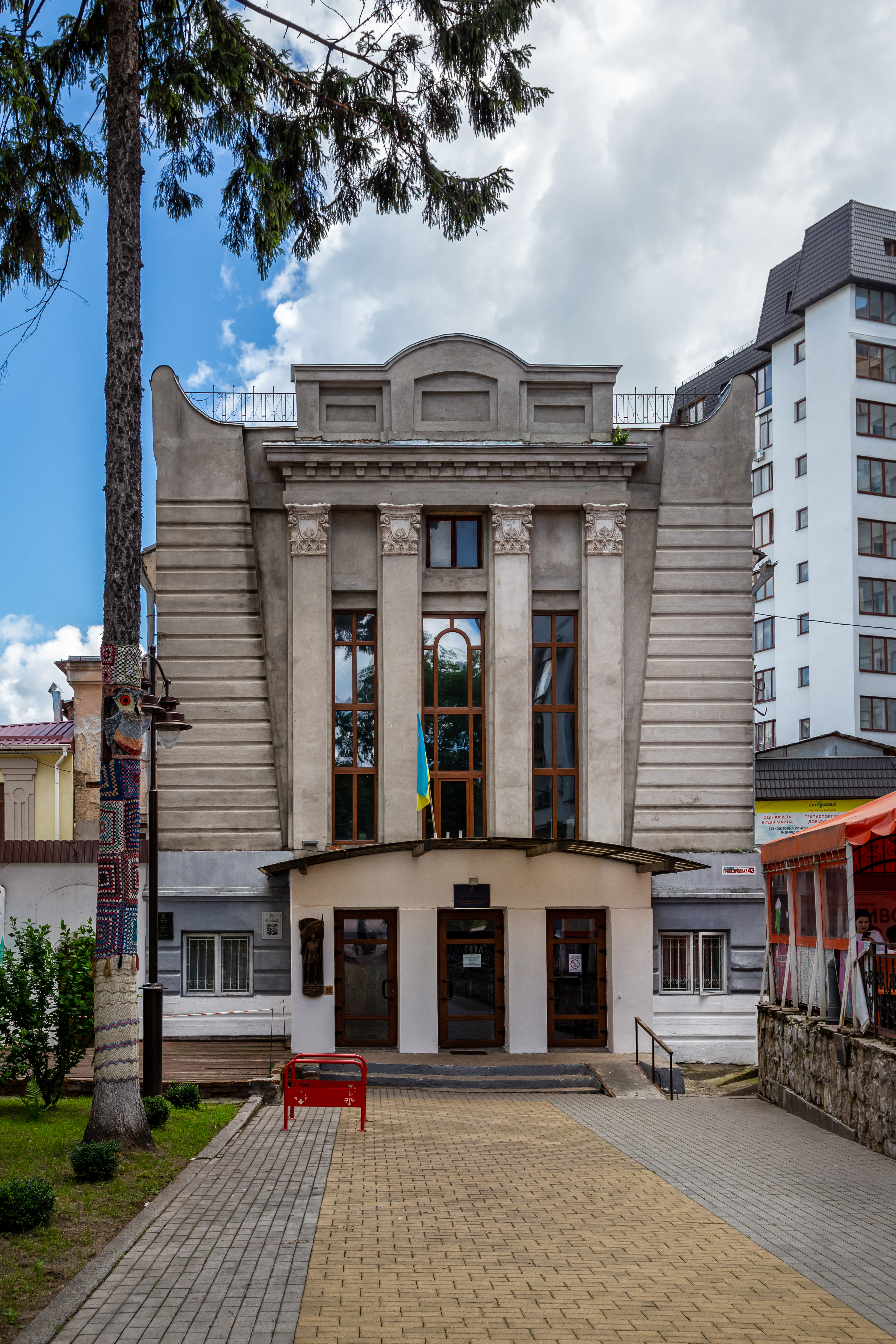
Городской Дом культуры
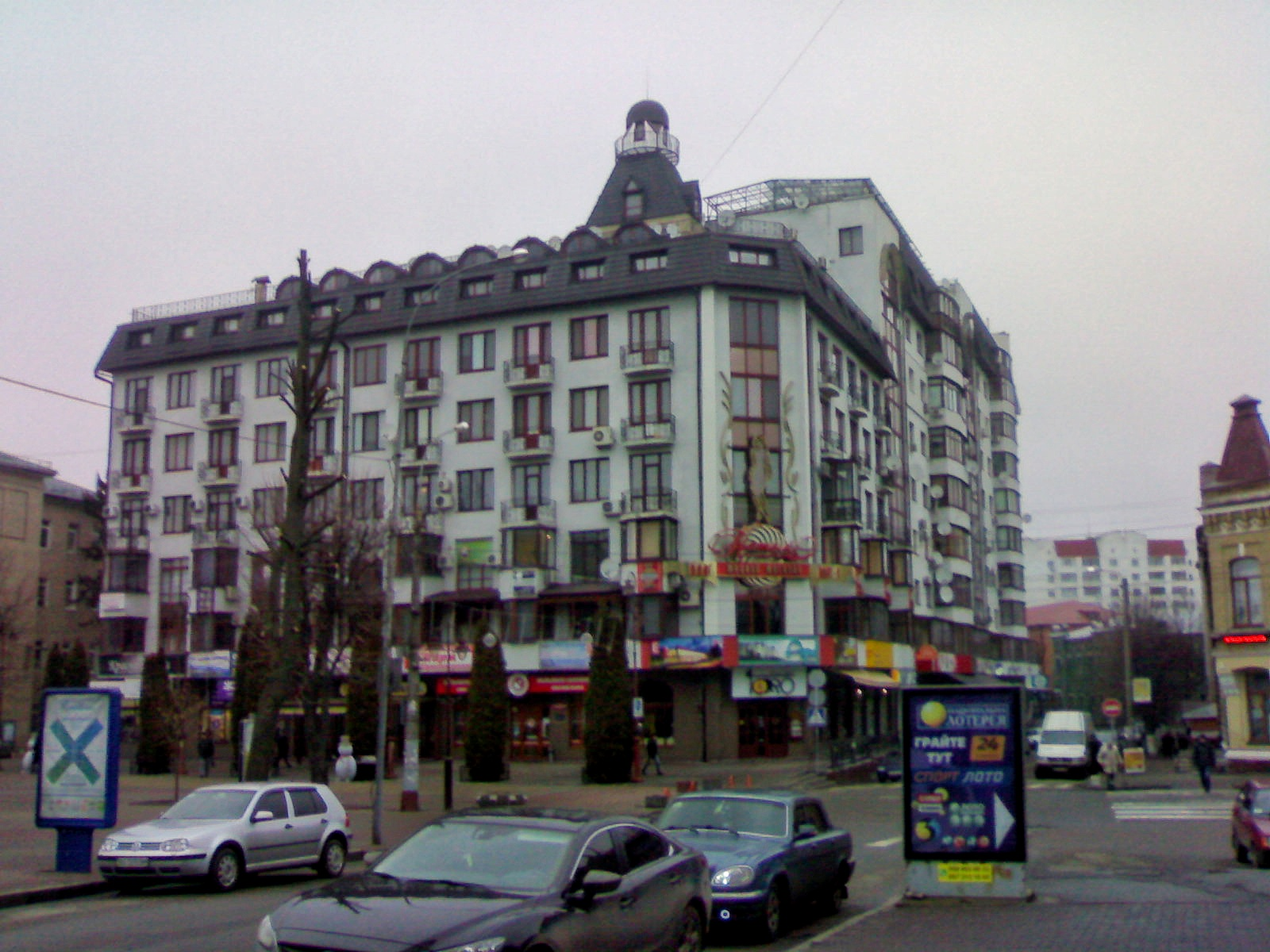
Новостройка на Проскуровской, 45
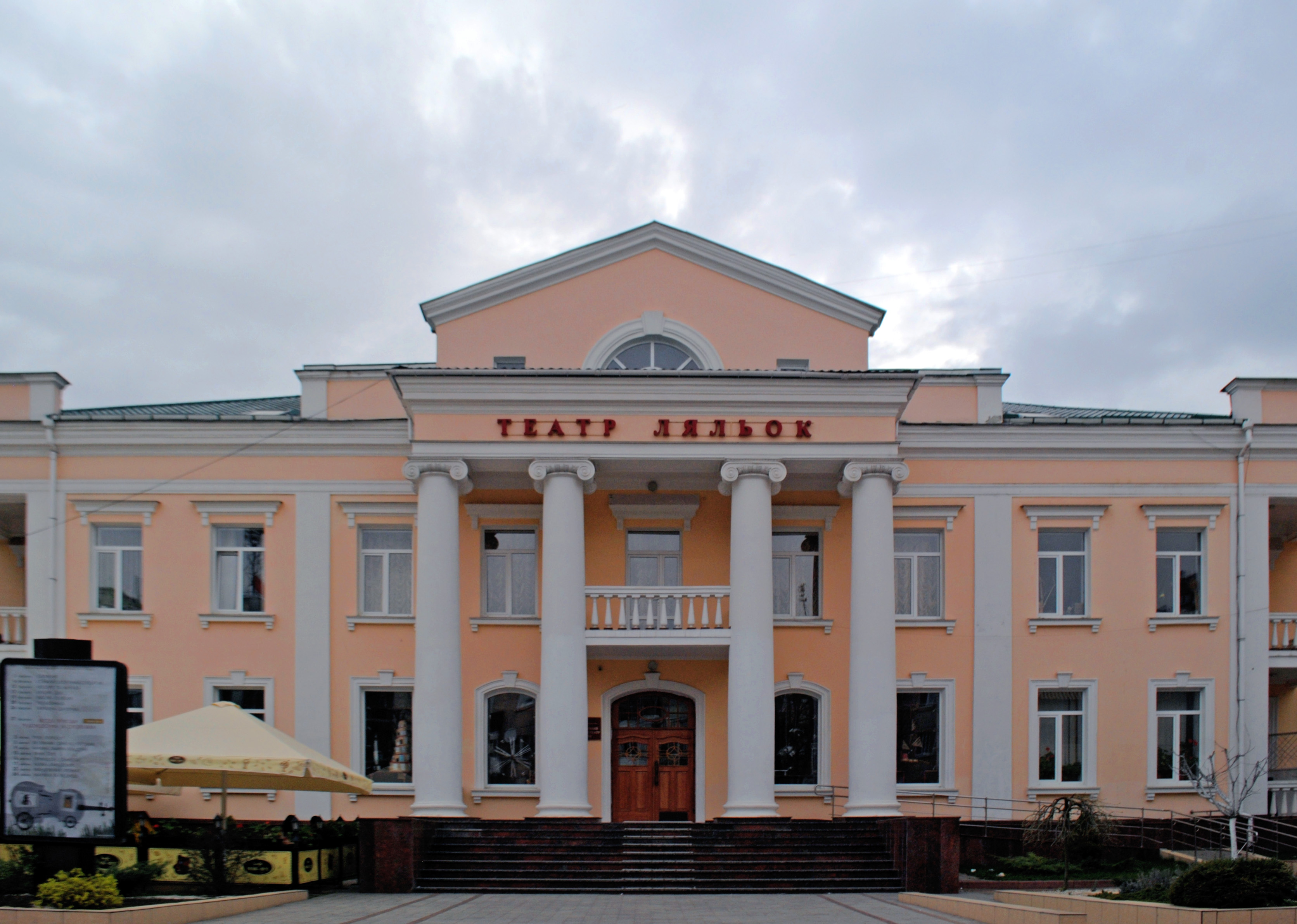
Хмельницкий академический областной театр кукол.
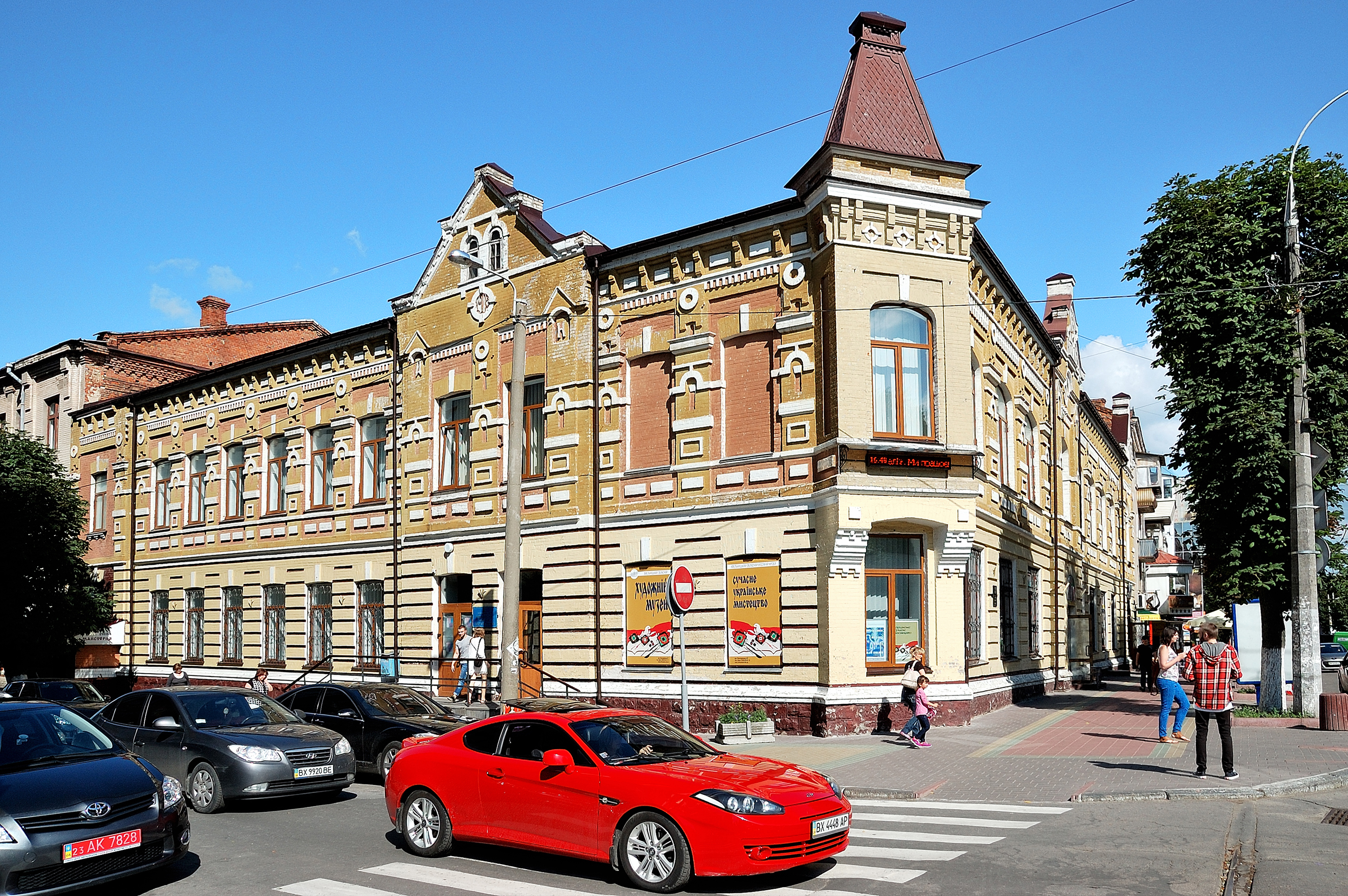
Хмельницкий областной художественный музей
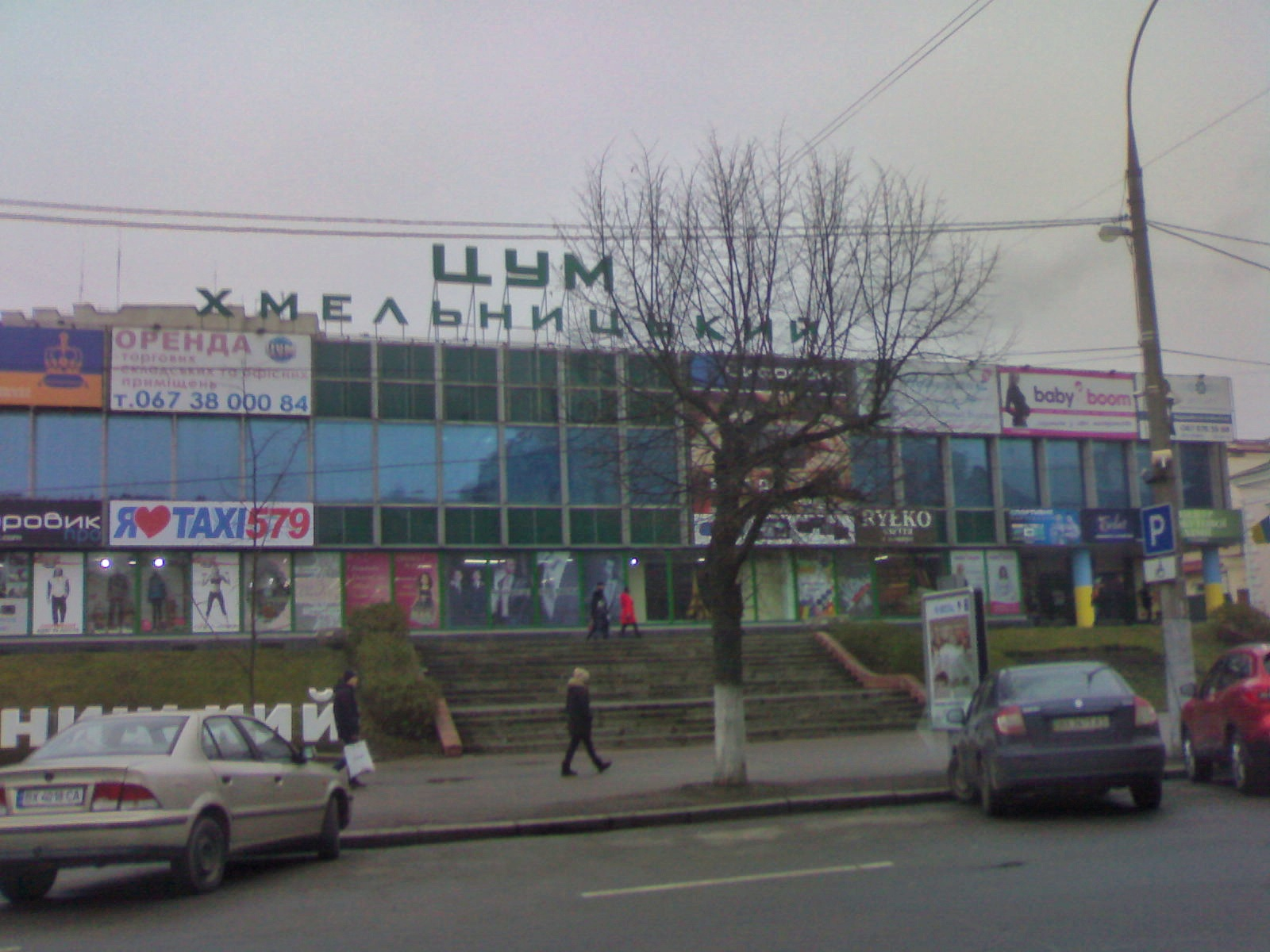
ЦУМ
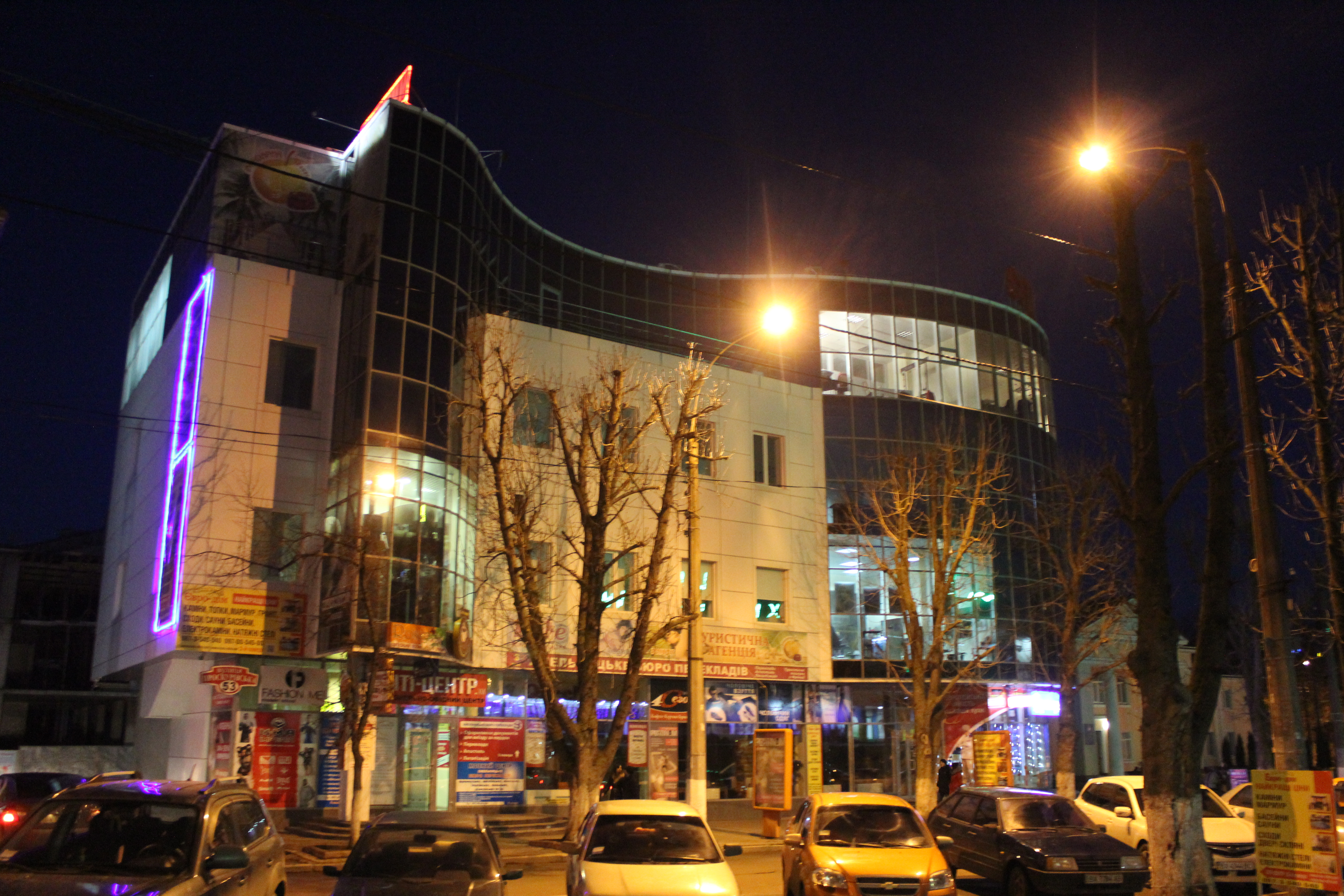
«Сити-Центр»
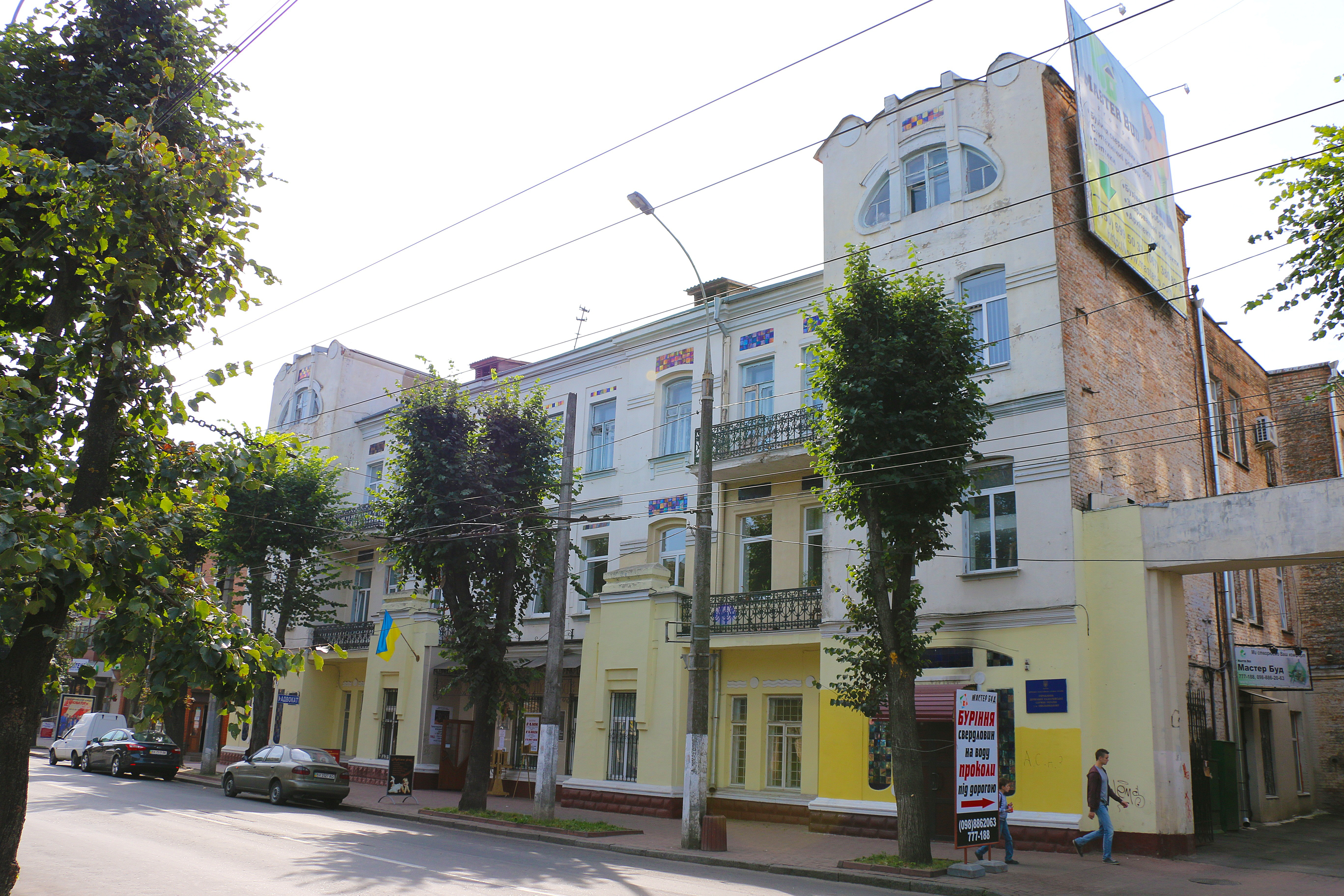
Проскуровская, 56
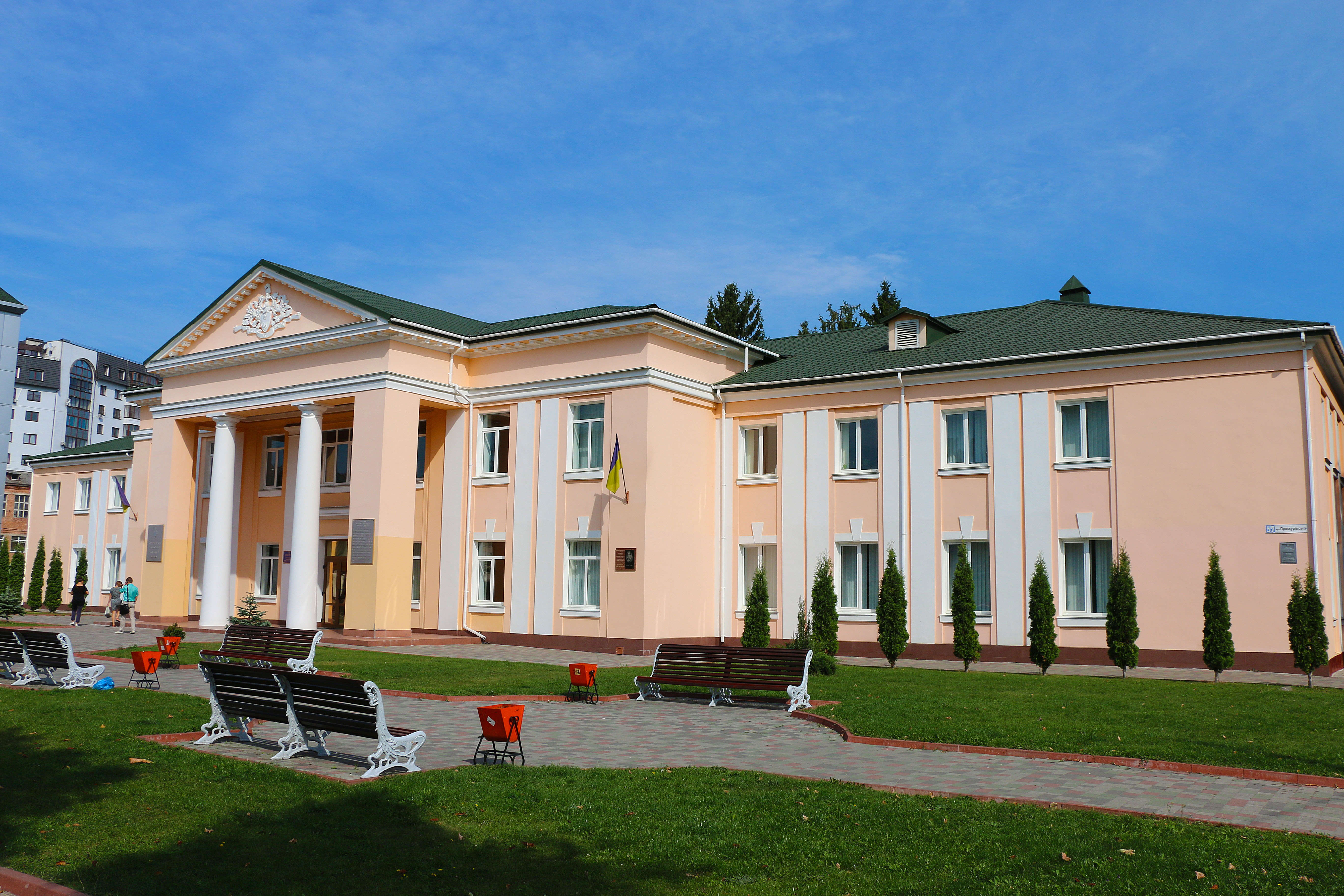
Бывший Дом офицеров
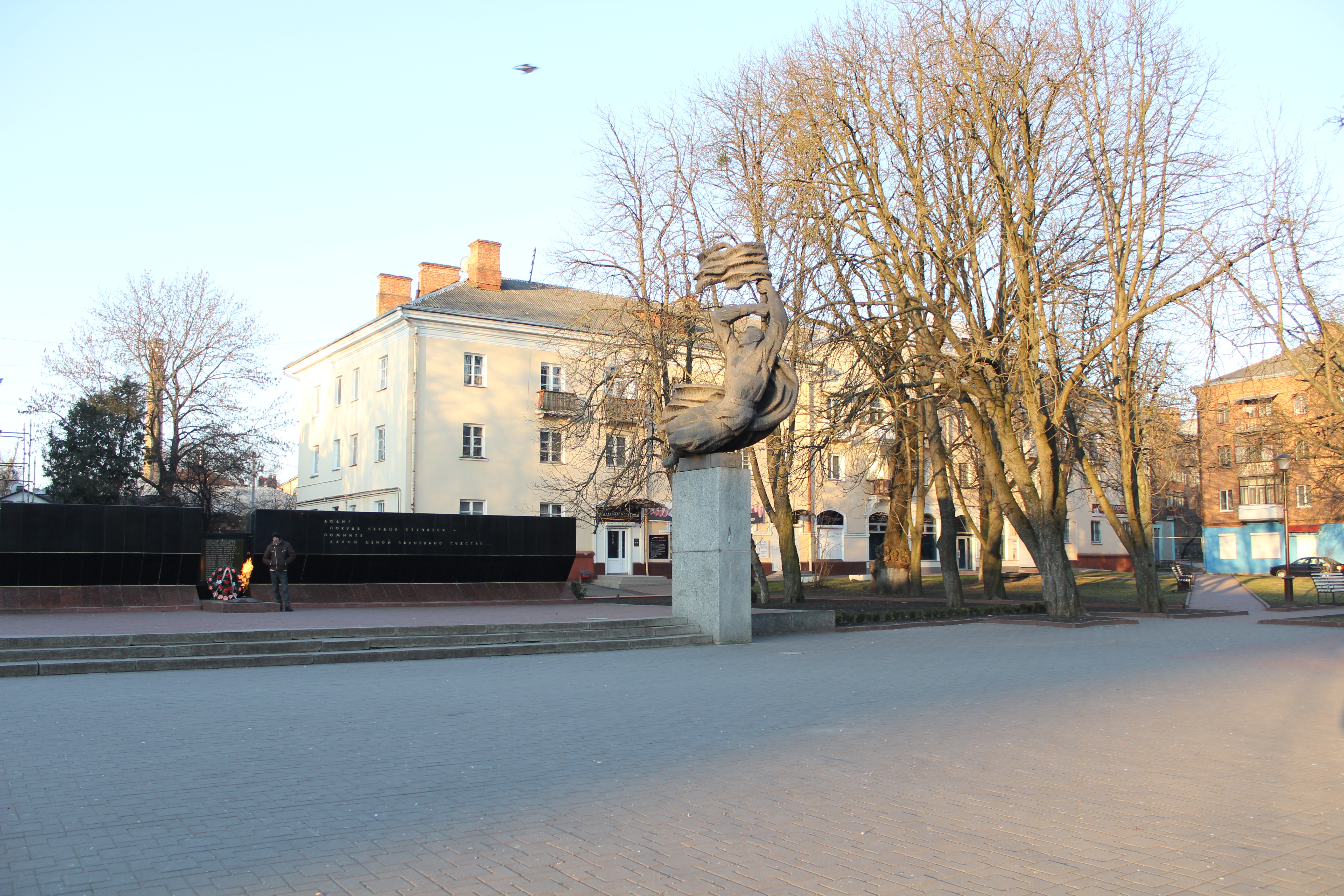
Вечный огонь
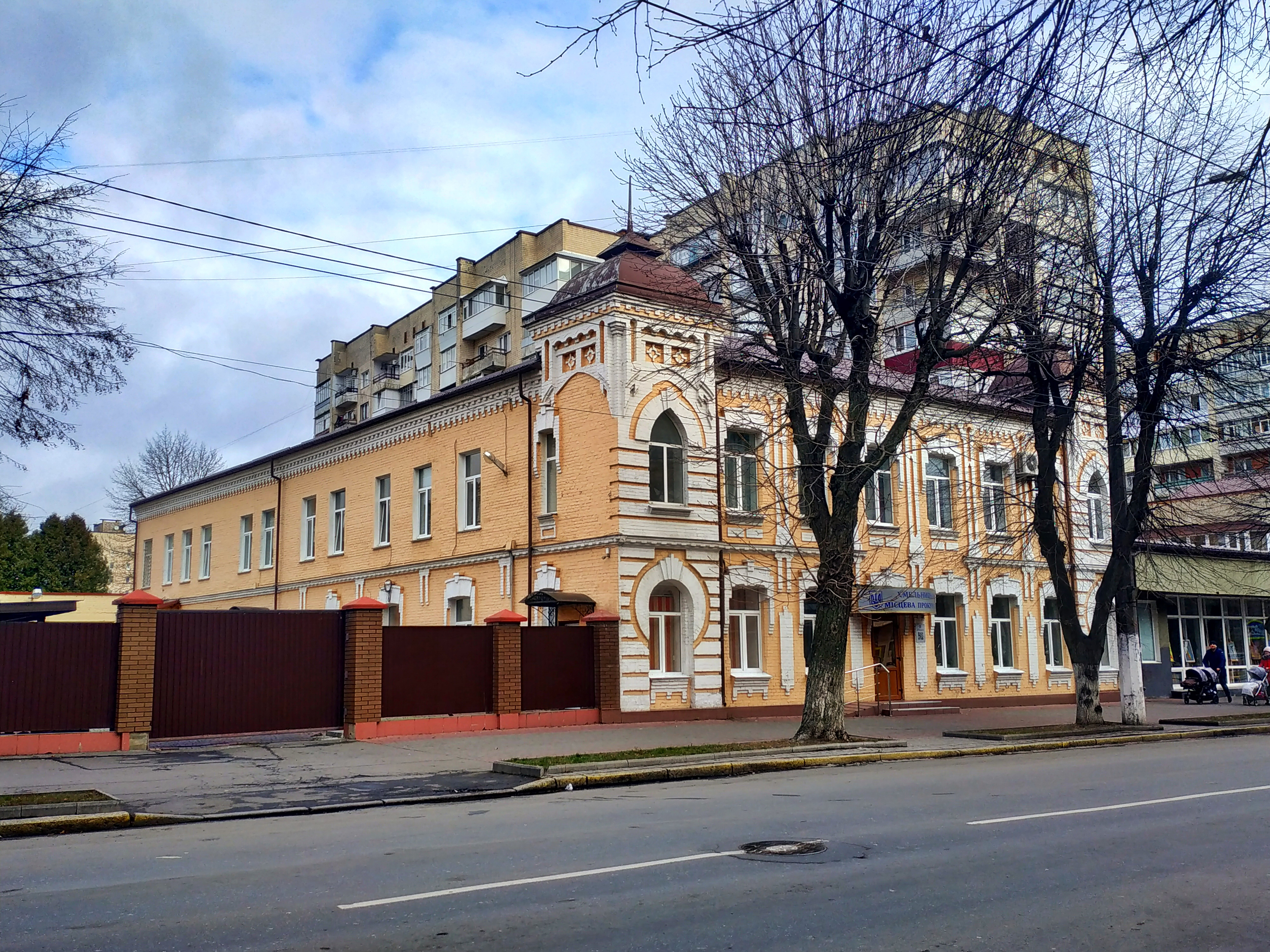
Проскуровская, 63
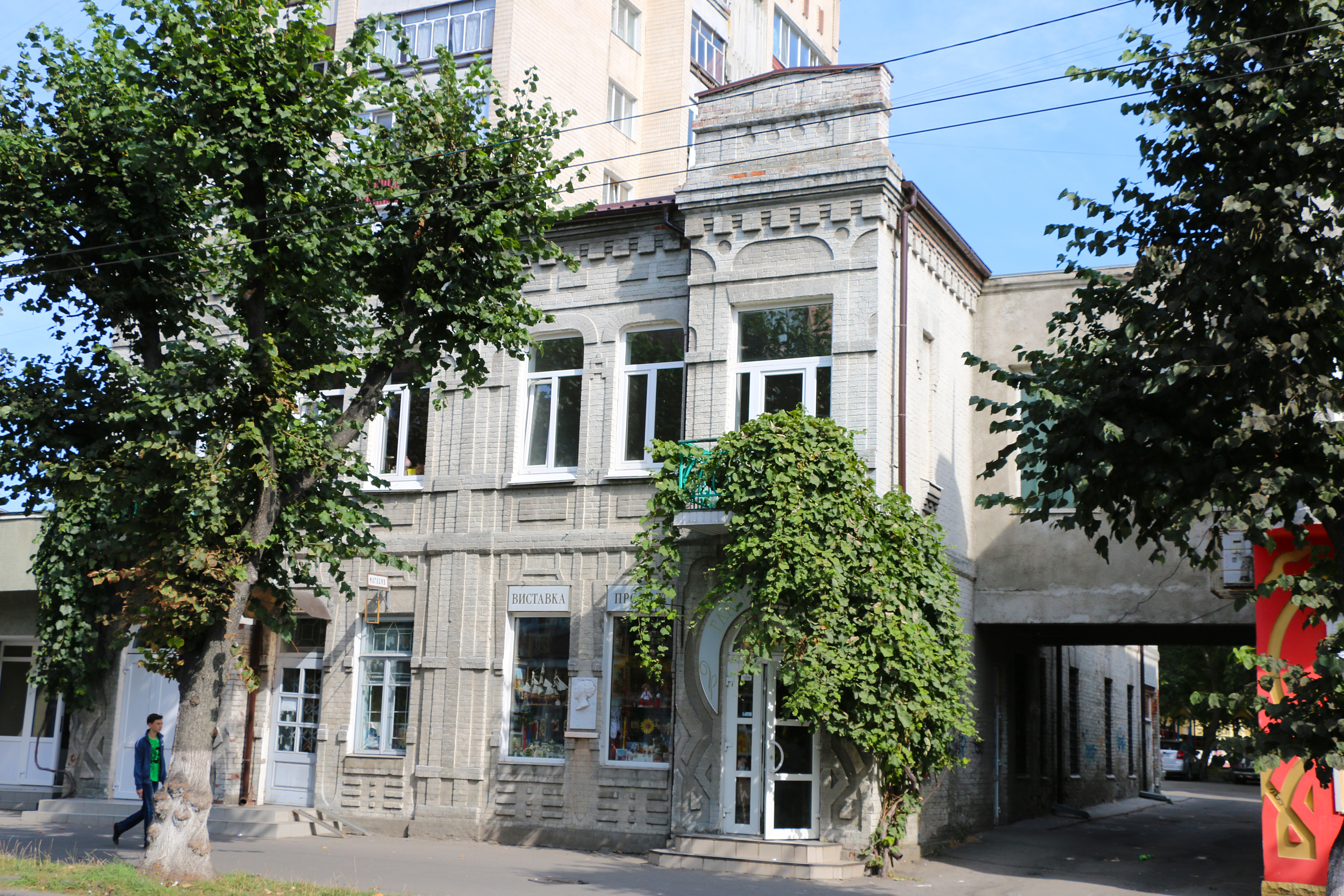
Проскуровская, 67
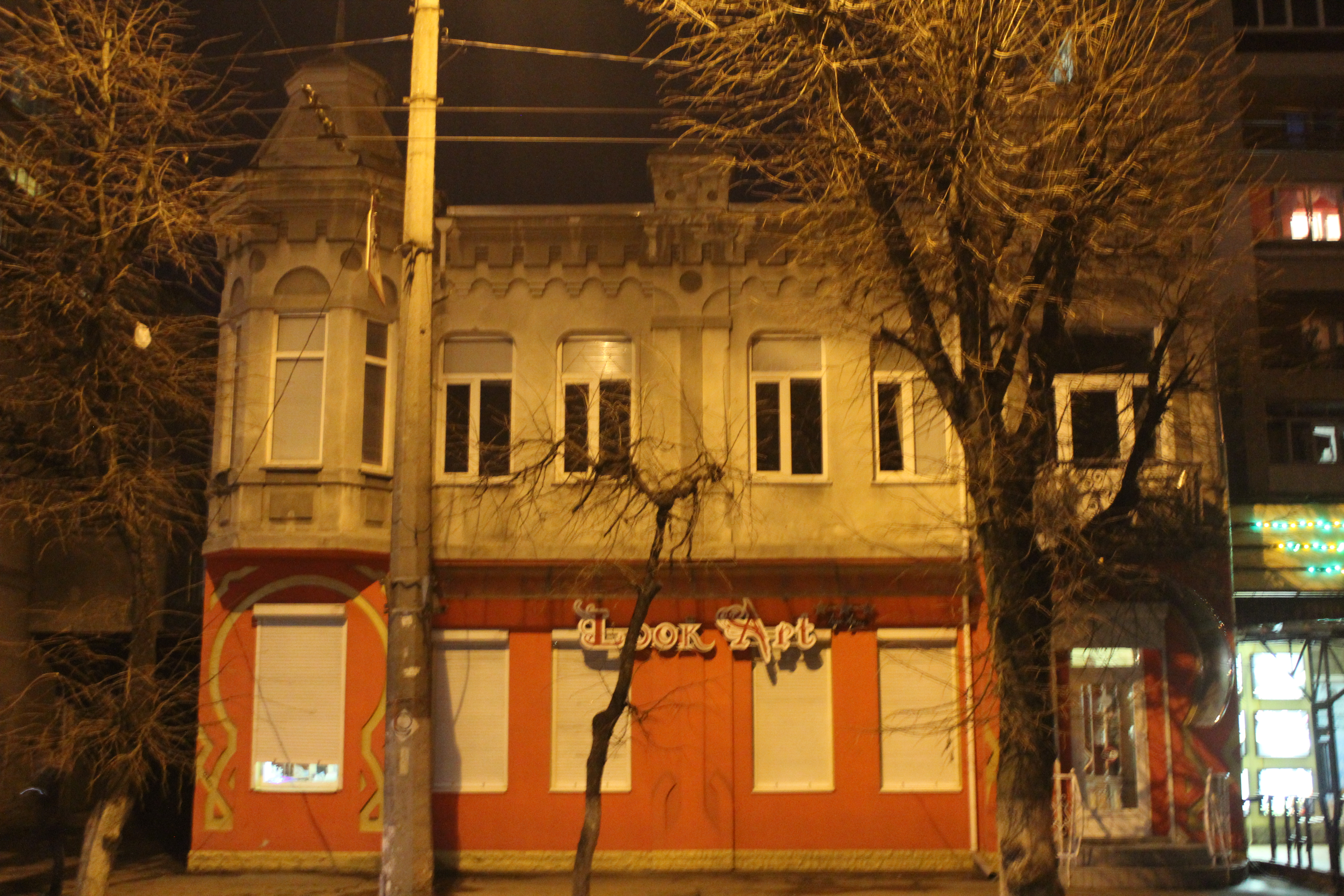
Проскуровская, 69
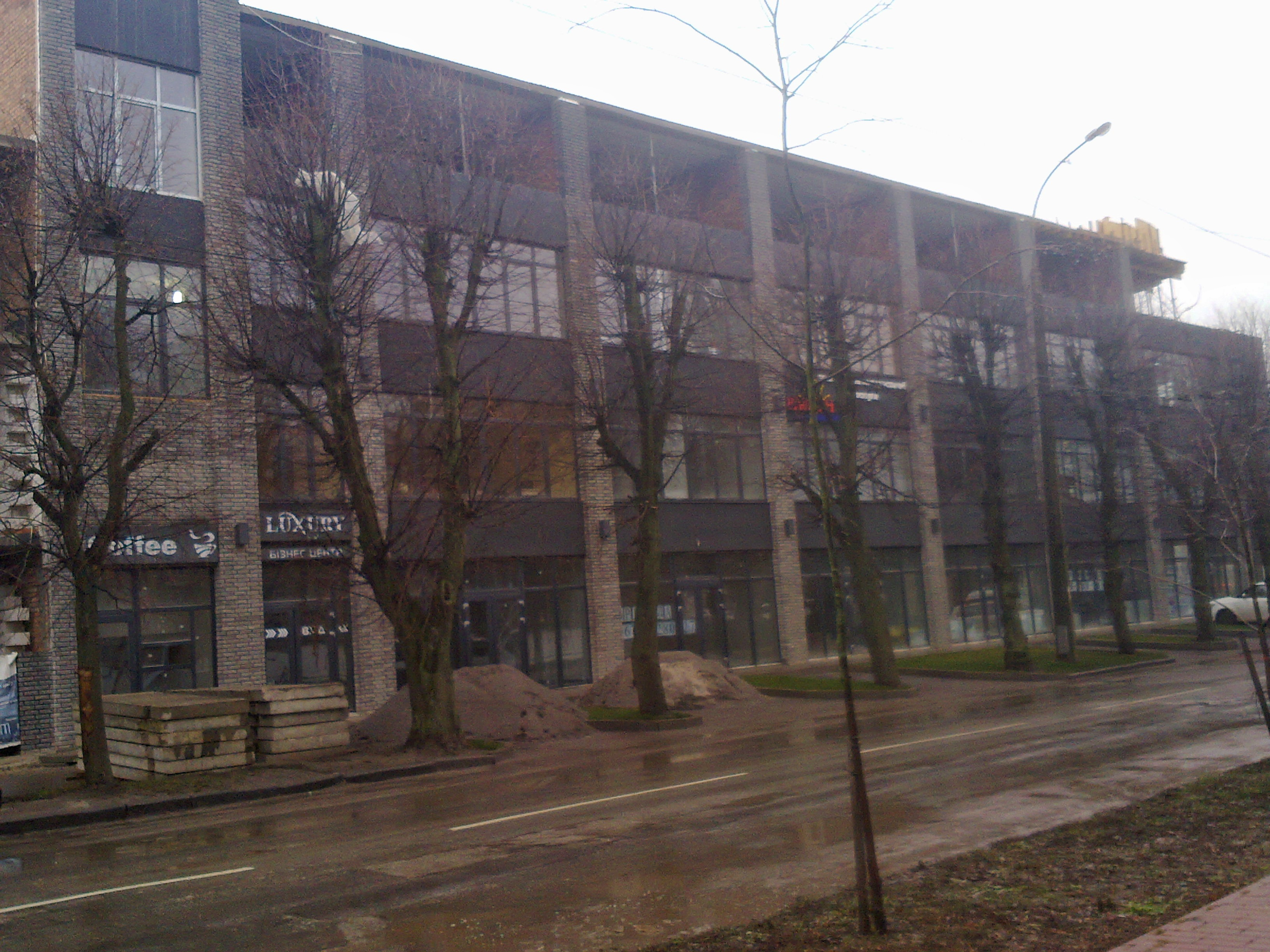
Строительство ТЦ «Luxury»
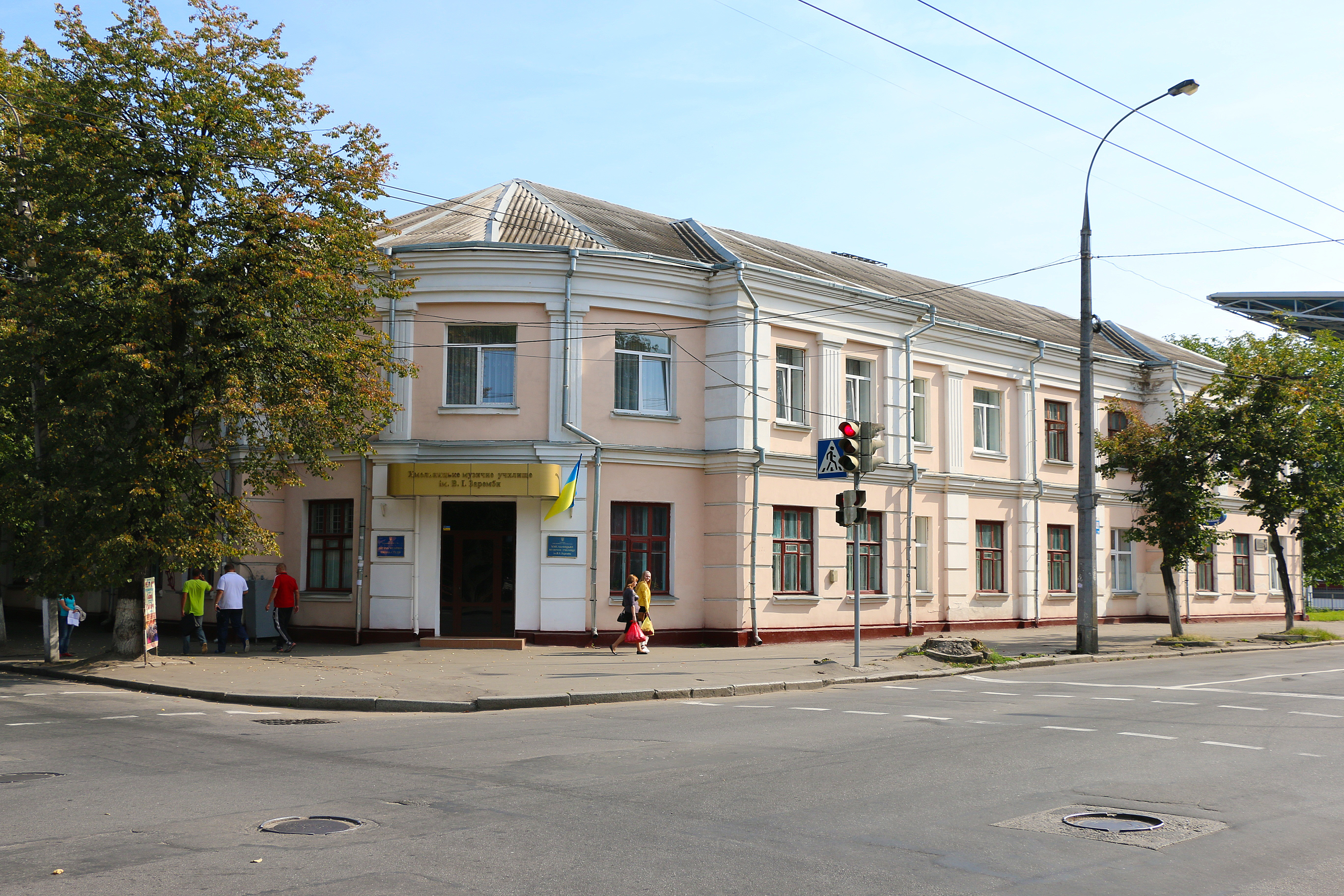
Бывшее музыкальное училище
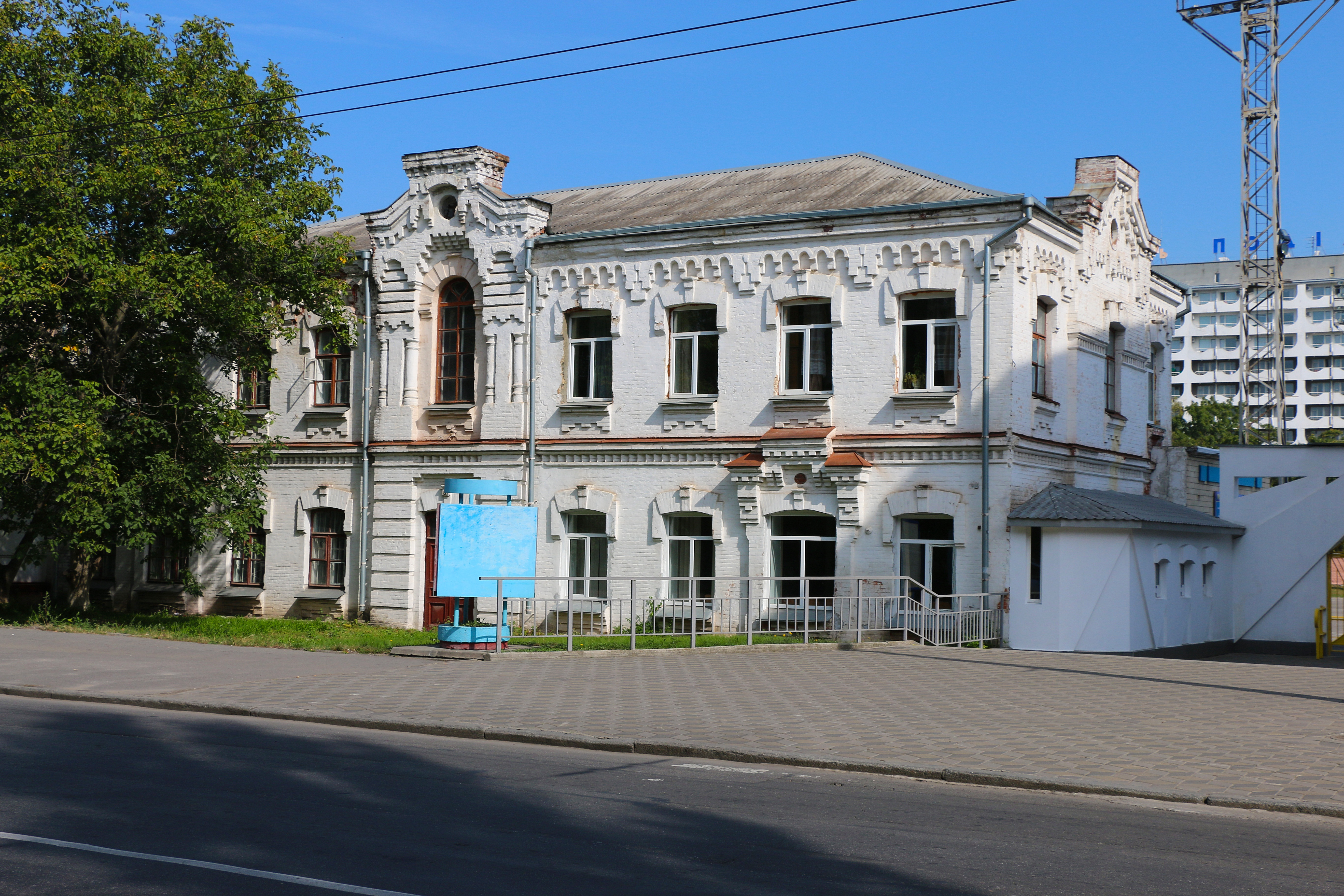
Бывшее музыкальное училище
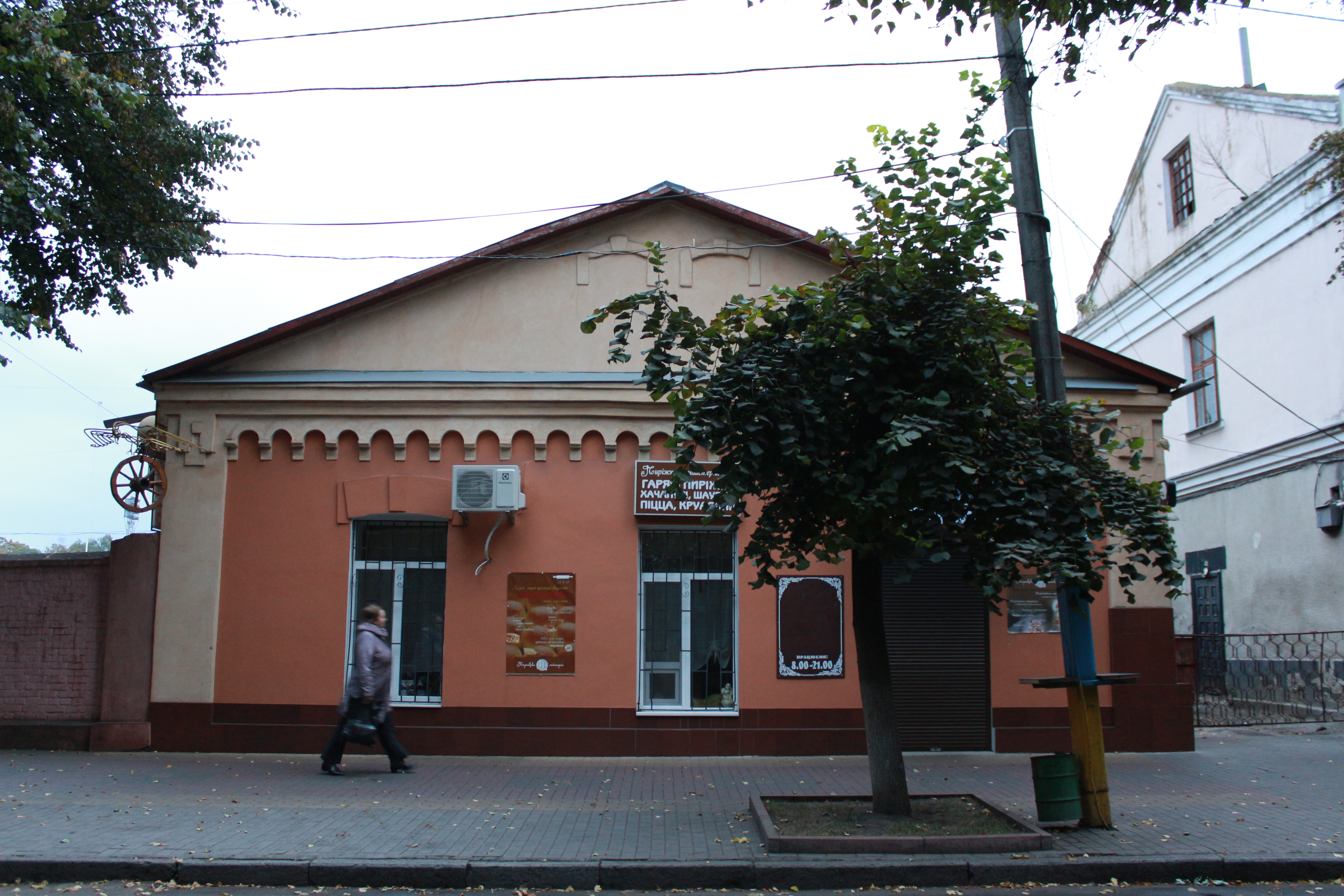
Проскуровская, 81
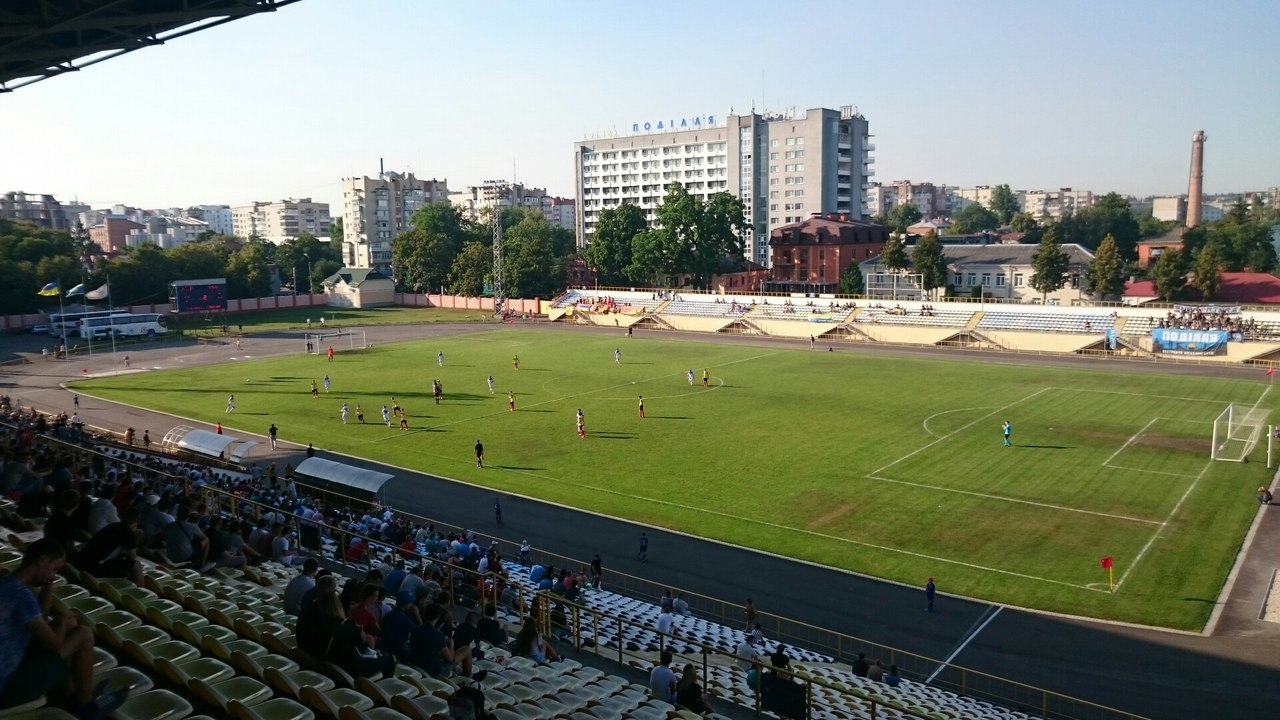
Стадион «Поділля»
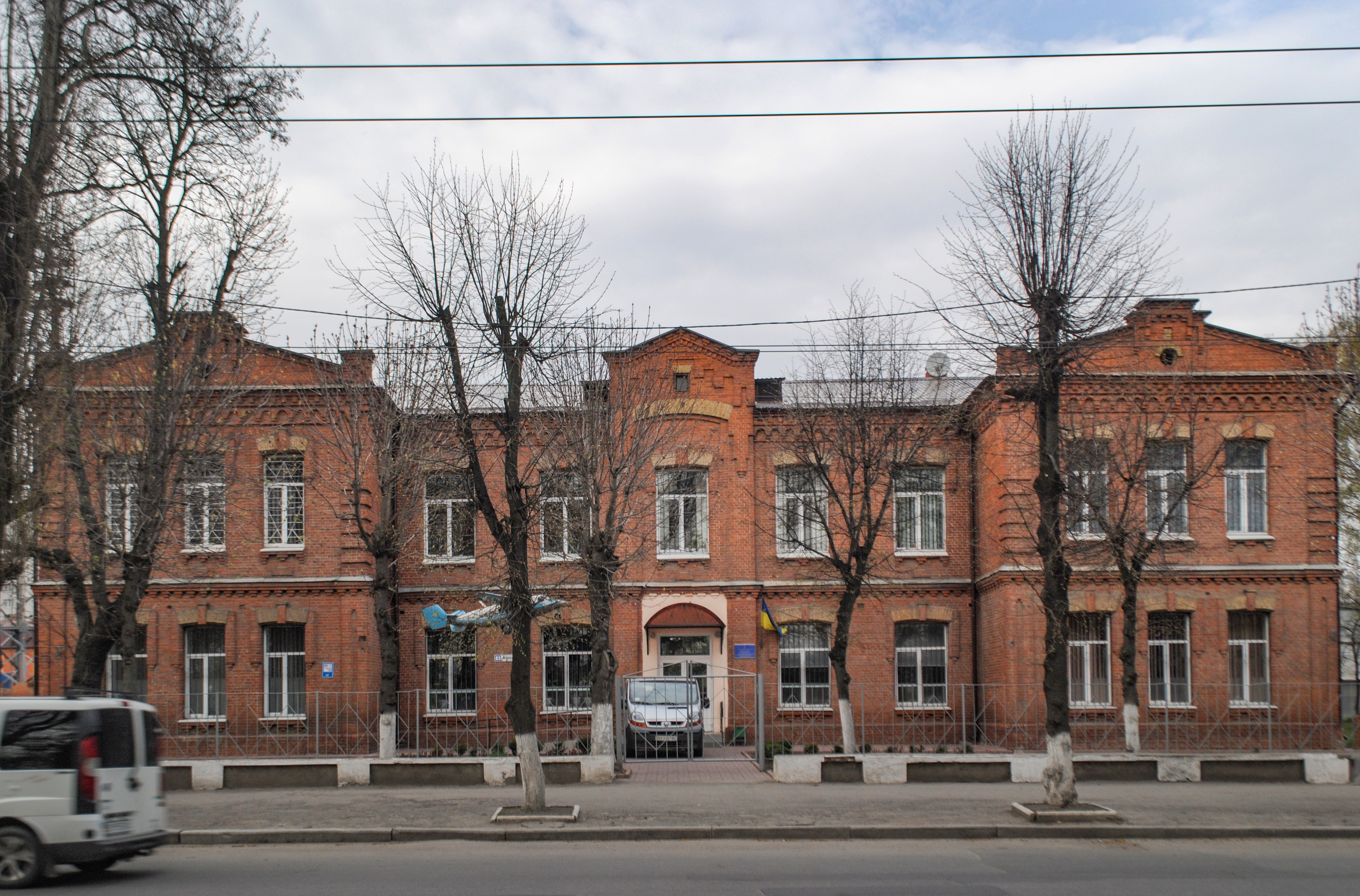
Проскуровская, 83
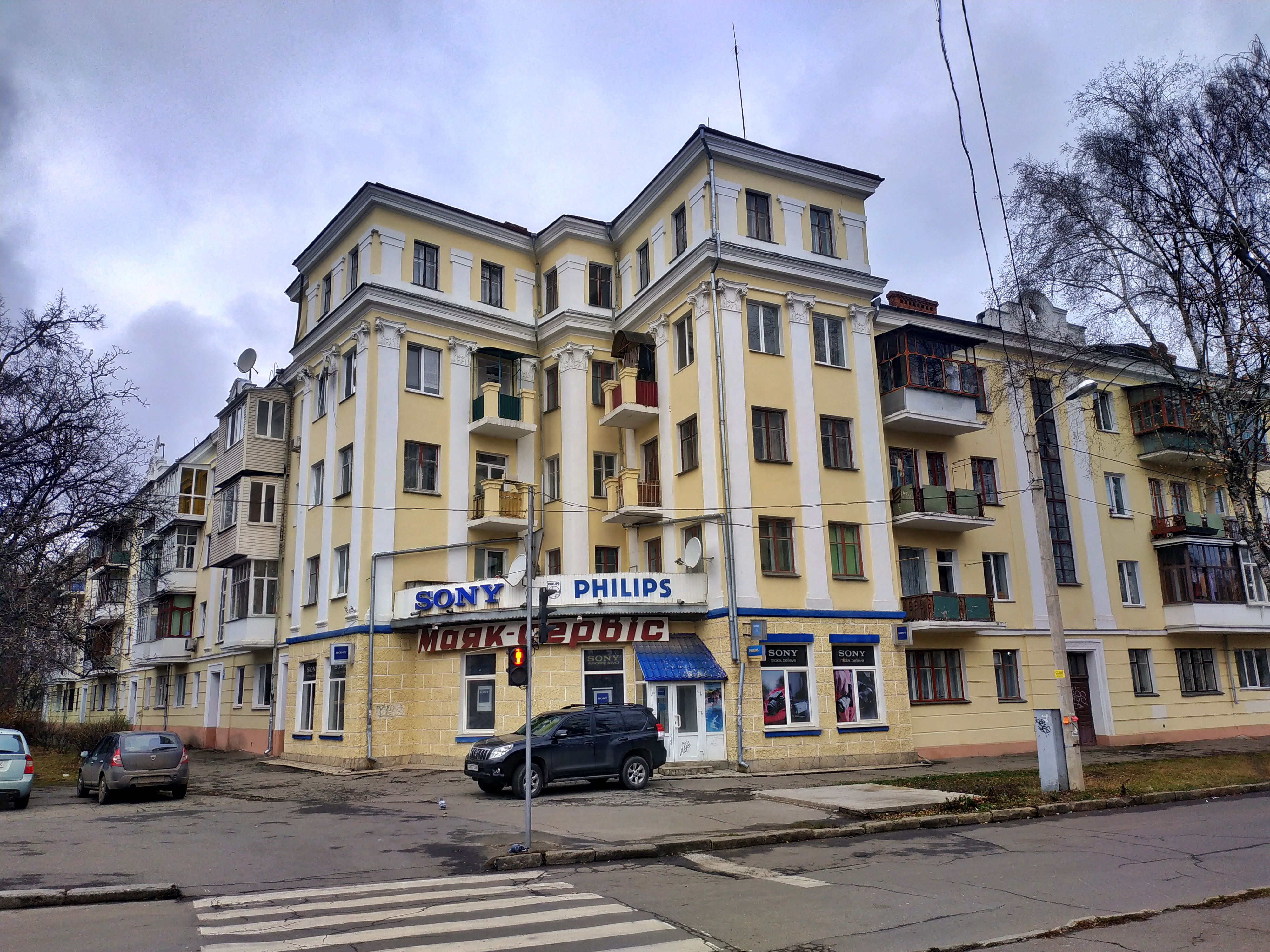
Проскуровская, 85
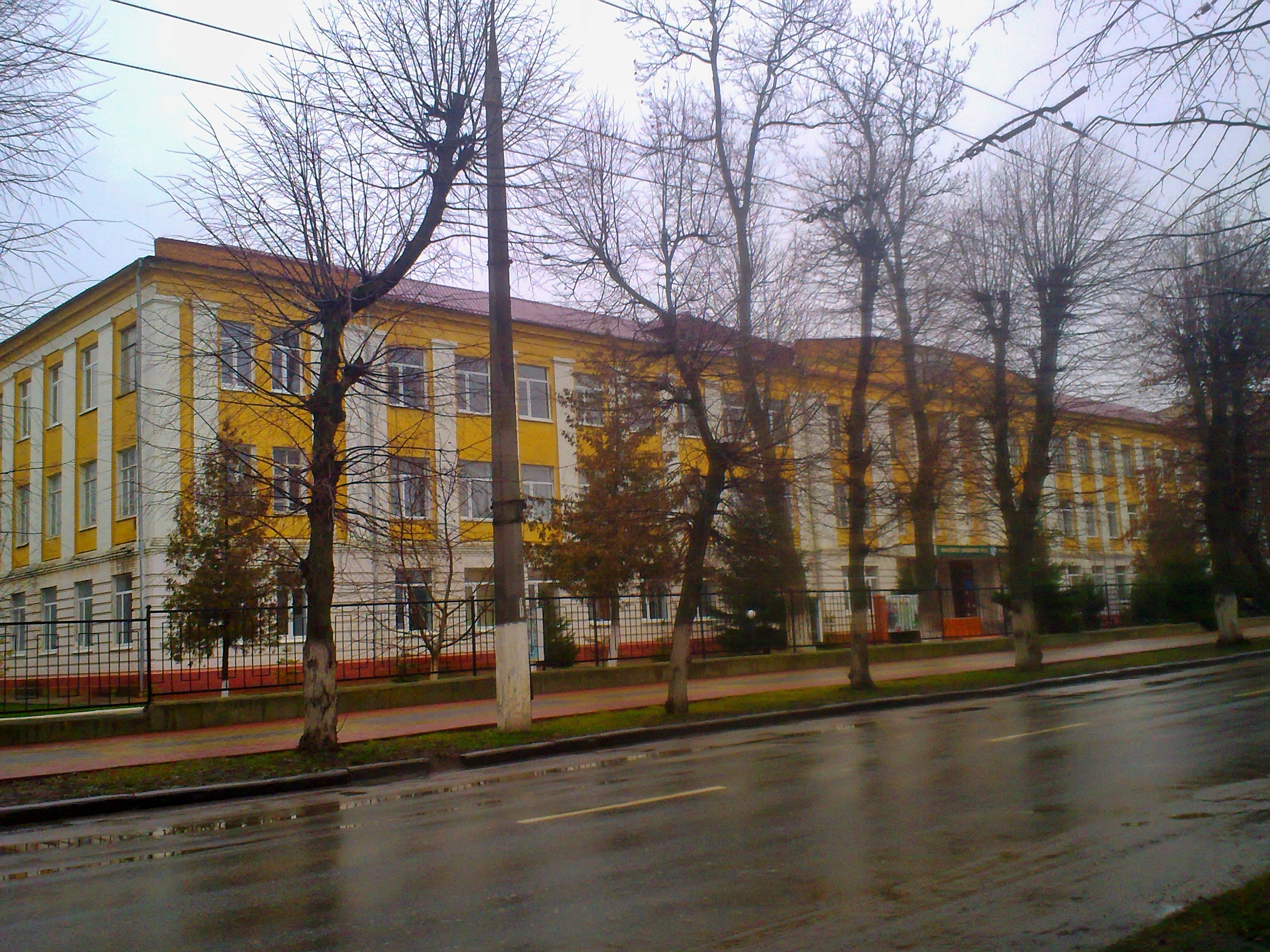
Казармы танковой бригады
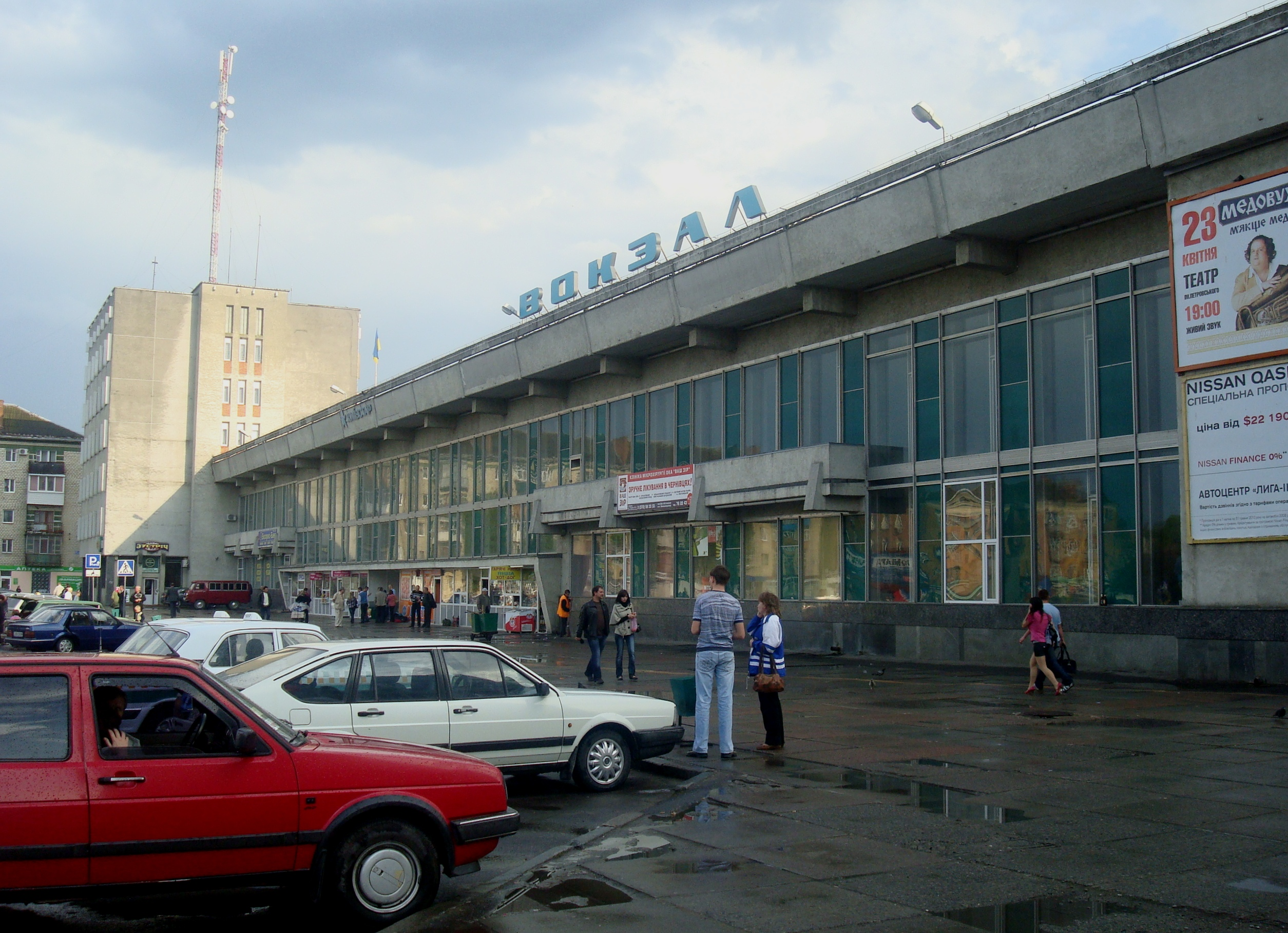
Железнодорожный вокзал
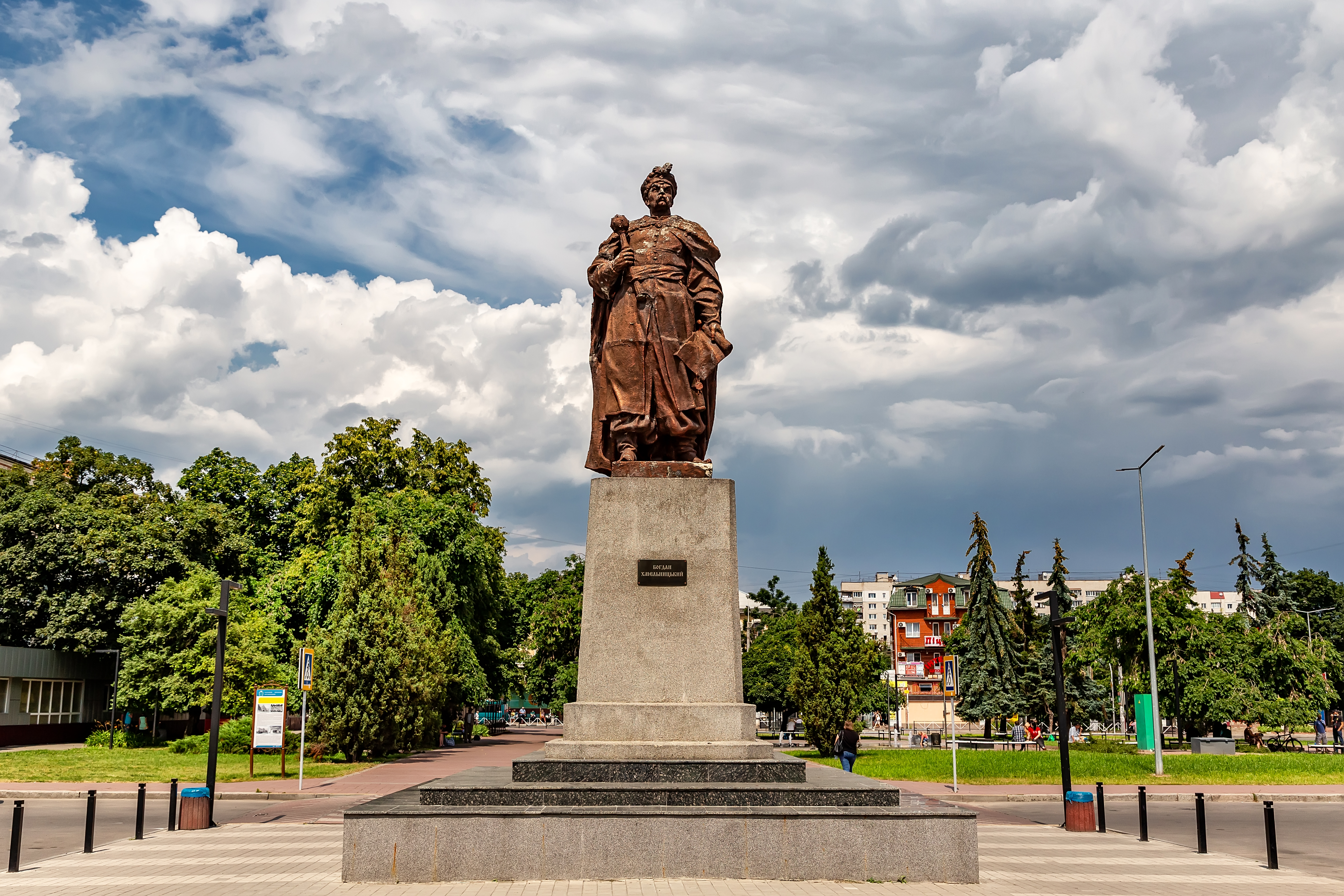
Привокзальная площадь